# Kina i olympiska sommarspelen 2008
Kina i olympiska sommarspelen 2008 bestod av hela 639 idrottare som blivit uttagna av Kinas olympiska kommitté. Kina stod som värdland för olympiska sommarspelen 2008 och har direktplats i alla laggrenar under spelen.

## Badminton
- Huvudartikel: Badminton vid olympiska sommarspelen 2008
- Herrar

| Namn                     | Gren   | 32-delsfinal | 16-delsfinal                | 8-delsfinal                                       | Kvartsfinal                             | Semifinal                         | Final                                             | Final            |
| Namn                     | Gren   | Resultat     | Resultat                    | Resultat                                          | Resultat                                | Resultat                          | Resultat                                          | Plats            |
| ------------------------ | ------ | ------------ | --------------------------- | ------------------------------------------------- | --------------------------------------- | --------------------------------- | ------------------------------------------------- | ---------------- |
| (3) Bao Chunlai          | Singel |              | Cordón (GUA) W 21-17, 21-16 | Wacha (POL) W 21-11, 19-21, 21-13                 | Lee (KOR) L 21-23, 11-21                | Gick inte vidare                  | Gick inte vidare                                  | Gick inte vidare |
| (4) Chen Jin             | Singel |              | Moody (NZL) W 21-9, 21-1    | Kehlhoffner (FRA) W 21-10, 21-6                   | Hsieh (TPE) W 21-8, 21-14               | Lin (CHN) L 12-21, 18-21          | Lee (KOR) W 21-16, 12-21, 21-14                   |                  |
| (1) Lin Dan              | Singel |              | Ng (HKG) W 21-16, 21-13     | Park (KOR) W 21-8, 21-11                          | Gade (DEN) W 21-13, 21-16               | Chen (CHN) W 21-12, 21-18         | Lee (MAS) W 21-12, 21-8                           |                  |
| (2) Fu Haifeng Cai Yun   | Dubbel |              |                             | Eriksen och Hansen (DEN) W 21-12, 21-11           | Bach och Malaythong (USA) W 21-9, 21-10 | Lee och Hwang (KOR) W 22-20, 21-8 | (1) Kido och Setiawan (INA) L 21-12, 11-21, 16-21 |                  |
| Guo Zhendong Xie Zhongbo | Dubbel |              |                             | (1) Kido och Setiawan (INA) L 20-22, 21-10, 17-21 | Gick inte vidare                        | Gick inte vidare                  | Gick inte vidare                                  | Gick inte vidare |

- Damer

| Namn                      | Gren   | 32-delsfinal | 16-delsfinal                       | 8-delsfinal                                | Kvartsfinal                                   | Semifinal                         | Final                                   | Final            |                  |
| Namn                      | Gren   | Resultat     | Resultat                           | Resultat                                   | Resultat                                      | Resultat                          | Resultat                                | Plats            |                  |
| ------------------------- | ------ | ------------ | ---------------------------------- | ------------------------------------------ | --------------------------------------------- | --------------------------------- | --------------------------------------- | ---------------- | ---------------- |
| (3) Lu Lan                | Singel |              | Kune (MRI) W 21-1, 21-3            | Rice (KAN) W 21-7, 21-12                   | Wong (MAS) W 21-7, 29-27                      | Xie (CHN) L 21-7, 10-21, 12-21    | Yulianti (INA) L 21-11, 13-21, 15-21    | 4                |                  |
| (1) Xie Xingfang          | Singel |              | Cheng (TPE) W 21-1, 21-9           | Olga (BLR) W 21-16, 21-15                  | Xu (GER) W 21-19, 22-20                       | Lu (CHN) W 7-21, 21-10, 21-12     | Zhang (CHN) L 12-21, 21-10, 18-21       |                  |                  |
| (2) Zhang Ning            | Singel |              | Ponsana (THA) W 21-23, 21-17, 21-7 | Jun (KOR) W 21-11, 21-12                   | Pi (FRA) W 21-8, 19-21, 21-19                 | Yulianti (INA) W 21-15, 21-15     | Xie (CHN) W 21-12, 10-21, 21-18         |                  |                  |
| (2) Du Jing Yu Yang       | Dubbel |              |                                    | (2) Ha and Kim (KOR) W 21-11, 16-21, 21-15 | Ogura and Shiota (JPN) W 21-8 21-5            | Zhang and Wei (CHN) W 21-19 21-12 | K Lee and H Lee (KOR) W 21-15 21-13     |                  |                  |
| (1) Yang Wei Zhang Jiewen | Dubbel |              |                                    | Natsir and Marissa (INA) W 21-19, 21-15    | Maeda and Suetsuna (JPN) L 21-8, 21-23, 14-21 | Gick inte vidare                  | Gick inte vidare                        | Gick inte vidare | Gick inte vidare |
| (3) Zhang Yawen Wei Yili  | Dubbel |              |                                    | Kristiansen and Juhl (DEN) W 21-19, 21-13  | Chien and Cheng (TPE) W 21-14, 21-18          | Du and Yu (CHN) L 19-21, 12-21    | Maeda and Suetsuna (JPN) W 21-17, 21-10 |                  |                  |

- Mixed

| Namn                  | Gren  | 32-delsfinal | 16-delsfinal | 8-delsfinal                                    | Kvartsfinal                                   | Semifinal                                       | Final                                           | Final            |
| Namn                  | Gren  | Resultat     | Resultat     | Resultat                                       | Resultat                                      | Resultat                                        | Resultat                                        | Plats            |
| --------------------- | ----- | ------------ | ------------ | ---------------------------------------------- | --------------------------------------------- | ----------------------------------------------- | ----------------------------------------------- | ---------------- |
| (4) He Hanbin Yu Yang | Mixed |              |              | Clark and Kellogg (GBR) W 21-15, 21-8          | Mateusiak and Kostiuczyk (POL) W 22-20, 23-21 | Widianto and Natsir (INA) L 21-15, 11-21, 21-23 | Limpele and Marissa (INA) W 19-21, 21-17, 23-21 |                  |
| (2) Zheng Bo Gao Ling | Mixed |              |              | Robertson and Emms (GBR) L 16-21, 21-16, 19-21 | Gick inte vidare                              | Gick inte vidare                                | Gick inte vidare                                | Gick inte vidare |

## Baseball
- Huvudartikel: Baseboll vid olympiska sommarspelen 2008

| Lag           | G | W | L | RS | RA | Vinst% | GB | Tiebreaker |
| ------------- | - | - | - | -- | -- | ------ | -- | ---------- |
| Sydkorea      | 7 | 7 | 0 | 41 | 22 | 100%   | -  | -          |
| Kuba          | 7 | 6 | 1 | 52 | 23 | 85,7%  | 1  | -          |
| USA           | 7 | 5 | 2 | 40 | 22 | 71,4%  | 2  | -          |
| Japan         | 7 | 4 | 3 | 30 | 14 | 57,1%  | 3  | -          |
| Taiwan        | 7 | 2 | 5 | 29 | 33 | 28,6%  | 5  | 1-0        |
| Kanada        | 7 | 2 | 5 | 29 | 20 | 28,6%  | 5  | 0-1        |
| Nederländerna | 7 | 1 | 6 | 9  | 50 | 14,3%  | 6  | 1-0        |
| Kina          | 7 | 1 | 6 | 14 | 60 | 14,3%  | 6  | 0-1        |

## Basketboll
- Huvudartikel: Basketboll vid olympiska sommarspelen 2008
- Herrar

| Lag      | V | F | PF  | PA  | PDiff | Poäng |
| -------- | - | - | --- | --- | ----- | ----- |
| USA      | 5 | 0 | 515 | 354 | +161  | 10    |
| Spanien  | 4 | 1 | 418 | 369 | +49   | 9     |
| Grekland | 3 | 2 | 415 | 375 | +40   | 8     |
| Kina     | 2 | 3 | 366 | 400 | -34   | 7     |
| Tyskland | 1 | 4 | 330 | 390 | -60   | 6     |
| Angola   | 0 | 5 | 321 | 477 | -156  | 5     |

| 2008-08-10 |              |          |
| USA        | 101 – 70     | Kina     |
| 2008-08-12 |              |          |
| Kina       | 75 – 85 (OT) | Spanien  |
| 2008-08-14 |              |          |
| Angola     | 68 – 85      | Kina     |
| 2008-08-16 |              |          |
| Kina       | 59 – 55      | Tyskland |
| 2008-08-18 |              |          |
| Grekland   | 91 – 77      | Kina     |

|  | Kvartsfinal | Kvartsfinal | Kvartsfinal |         |         | Semifinal | Semifinal | Semifinal |            |            | Final      | Final      | Final |
|  |             |             |             |         |         |           |           |           |            |            |            |            |       |
|  | A2          | Argentina   | 80          |         |         |           |           |           |            |            |            |            |       |
|  | B3          | Grekland    | 78          |         |         |           |           |           |            |            |            |            |       |
|  | B3          | Grekland    | 78          |         | A2      | Argentina | 81        |           |            |            |            |            |       |
|  |             |             |             |         | A2      | Argentina | 81        |           |            |            |            |            |       |
|  |             | B1          | USA         | 101     |         |           |           |           |            |            |            |            |       |
|  | B1          | B1          | USA         | 101     | USA     | 116       |           |           |            |            |            |            |       |
|  | B1          |             |             |         | USA     | 116       |           |           |            |            |            |            |       |
|  | A4          | Australien  | 85          |         |         |           |           |           |            |            |            |            |       |
|  |             |             |             |         |         |           |           |           |            |            | B1         | USA        | 118   |
|  |             |             | B2          | Spanien | 107     |           |           |           |            |            |            |            |       |
|  | B2          | Spanien     | 72          |         |         |           |           |           |            |            |            |            |       |
|  | A3          | Kroatien    | 59          |         |         |           |           |           |            |            |            |            |       |
|  | A3          | Kroatien    | 59          |         | B2      | Spanien   | 91        |           | Bronsmatch | Bronsmatch | Bronsmatch | Bronsmatch |       |
|  |             |             |             |         | B2      | Spanien   | 91        |           | Bronsmatch | Bronsmatch | Bronsmatch | Bronsmatch |       |
|  |             | A1          | Litauen     | 86      |         |           |           |           |            |            |            |            |       |
|  | A1          | A1          | Litauen     | 86      | Litauen | 94        |           | A2        | Argentina  | 87         |            |            |       |
|  | A1          |             |             |         | Litauen | 94        |           | A2        | Argentina  | 87         |            |            |       |
|  | B4          | Kina        | 68          |         |         |           |           |           |            |            | A1         | Litauen    | 75    |

- Damer

| Lag         | V | F | PF  | PA  | PDiff | Poäng |
| ----------- | - | - | --- | --- | ----- | ----- |
| USA         | 5 | 0 | 491 | 276 | +215  | 10    |
| Kina        | 4 | 1 | 358 | 346 | +12   | 9     |
| Spanien     | 3 | 2 | 350 | 354 | -4    | 8     |
| Tjeckien    | 2 | 3 | 353 | 326 | +27   | 7     |
| Nya Zeeland | 1 | 4 | 320 | 423 | -103  | 6     |
| Mali        | 0 | 5 | 255 | 402 | -147  | 5     |

| 2008-08-09 |          |             |
| Kina       | 67 – 64  | Spanien     |
| 2008-08-11 |          |             |
| Kina       | 63 – 108 | USA         |
| 2008-08-13 |          |             |
| Kina       | 80 – 63  | Nya Zeeland |
| 2008-08-15 |          |             |
| Kina       | 69 –48   | Mali        |
| 2008-08-17 |          |             |
| Kina       | 79 – 63  | Tjeckien    |

|  | Kvartsfinal | Kvartsfinal | Kvartsfinal |            |            | Semifinal | Semifinal | Semifinal |            |            | Final      | Final      | Final |
|  |             |             |             |            |            |           |           |           |            |            |            |            |       |
|  | A2          | Ryssland    | 84          |            |            |           |           |           |            |            |            |            |       |
|  | B3          | Spanien     | 65          |            |            |           |           |           |            |            |            |            |       |
|  | B3          | Spanien     | 65          |            | A2         | Ryssland  | 52        |           |            |            |            |            |       |
|  |             |             |             |            | A2         | Ryssland  | 52        |           |            |            |            |            |       |
|  |             | B1          | USA         | 67         |            |           |           |           |            |            |            |            |       |
|  | B1          | B1          | USA         | 67         | USA        | 104       |           |           |            |            |            |            |       |
|  | B1          |             |             |            | USA        | 104       |           |           |            |            |            |            |       |
|  | A4          | Sydkorea    | 60          |            |            |           |           |           |            |            |            |            |       |
|  |             |             |             |            |            |           |           |           |            |            | B1         | USA        | 118   |
|  |             |             | A1          | Australien | 107        |           |           |           |            |            |            |            |       |
|  | B2          | Kina        | 77          |            |            |           |           |           |            |            |            |            |       |
|  | A3          | Vitryssland | 62          |            |            |           |           |           |            |            |            |            |       |
|  | A3          | Vitryssland | 62          |            | B2         | Kina      | 56        |           | Bronsmatch | Bronsmatch | Bronsmatch | Bronsmatch |       |
|  |             |             |             |            | B2         | Kina      | 56        |           | Bronsmatch | Bronsmatch | Bronsmatch | Bronsmatch |       |
|  |             | A1          | Australien  | 90         |            |           |           |           |            |            |            |            |       |
|  | A1          | A1          | Australien  | 90         | Australien | 76        |           | A2        | Ryssland   | 94         |            |            |       |
|  | A1          |             |             |            | Australien | 76        |           | A2        | Ryssland   | 94         |            |            |       |
|  | B4          | Tjeckien    | 46          |            |            |           |           |           |            |            | B2         | Kina       | 81    |

## Bordtennis
- Huvudartikel: Bordtennis vid olympiska sommarspelen 2008
- Singel, herrar

| Idrottare  | Gren   | Grundomgång          | Omgång 1             | Omgång 2             | Omgång 3              | Omgång 4             | Kvartsfinal          | Semifinal            | Final                |  |
| Idrottare  | Gren   | Motståndare Resultat | Motståndare Resultat | Motståndare Resultat | Motståndare Resultat  | Motståndare Resultat | Motståndare Resultat | Motståndare Resultat | Motståndare Resultat |  |
| ---------- | ------ | -------------------- | -------------------- | -------------------- | --------------------- | -------------------- | -------------------- | -------------------- | -------------------- |  |
| Ma Lin     | Singel |                      |                      |                      | Tokic (SLO) W 4-0     | Kreanga (GRE) W 4-0  | Oh (KOR) W 4-0       | Wang L. (CHN) W 4-2  | Wang H. (CHN) W 4-1  |  |
| Wang Hao   | Singel |                      |                      |                      | Chen (AUT) W 4-0      | Kan (JPN) W 4-1      | Ko (HKG) W 4-1       | Persson (SWE) W 4-1  | Ma (CHN) L 1-4       |  |
| Wang Liqin | Singel |                      |                      |                      | Błaszczyk (POL) W 4-0 | Schlager (AUT) W 4-0 | Ruiwu (CRO) W 4-0    | Ma (CHN) L 2-4       | Persson (SWE) W 4-0  |  |

- Lag, herrar

| Lag        | Poäng | Matcher | Vinster | Förluster | GW | GL |
| ---------- | ----- | ------- | ------- | --------- | -- | -- |
| Kina       | 6     | 3       | 3       | 0         | 9  | 0  |
| Österrike  | 5     | 3       | 2       | 1         | 6  | 3  |
| Grekland   | 4     | 3       | 1       | 2         | 3  | 6  |
| Australien | 3     | 3       | 0       | 3         | 0  | 9  |

13 augusti
| Kina | 3–0 | Grekland |

14 augusti
| Kina | 3–0 | Australien |
| Kina | 3–0 | Österrike  |

|  | Semifinaler | Semifinaler | Semifinaler | Semifinaler | Semifinaler |   |   | Final | Final | Final | Final | Final |  |
|  |             |             |             |             |             |   |   |       |       |       |       |       |  |
|  |             |             |             |             |             |   |   |       |       |       |       |       |  |
|  | 1           | Kina        | 3           | 3           | 3           |   |   |       |       |       |       |       |  |
|  | 1           | Kina        | 3           | 3           | 3           |   |   |       |       |       |       |       |  |
|  | 2           | Sydkorea    | 2           | 1           | 0           |   |   |       |       |       |       |       |  |
|  | 2           | Sydkorea    | 2           | 1           | 0           |   | 1 | Kina  | 3     | 3     | 3     |       |  |
|  |             |             |             |             |             |   | 1 | Kina  | 3     | 3     | 3     |       |  |
|  |             |             | 4           | Tyskland    | 0           | 1 | 1 |       |       |       |       |       |  |
|  | 4           | Tyskland    | 4           | Tyskland    | 0           | 1 | 1 | 3     | 3     | 1     |       |       |  |
|  | 4           | Tyskland    |             |             |             |   |   |       |       | 1     |       |       |  |
|  | 5           | Japan       | 2           | 1           | 3           |   |   |       |       |       |       |       |  |
|  | 5           | Japan       | 2           | 1           | 3           |   |   |       |       |       |       |       |  |
|  |             |             |             |             |             |   |   |       |       |       |       |       |  |

- Singel, damer

| Idrottare    | Gren   | Grundomgång          | Omgång 1             | Omgång 2             | Omgång 3              | Omgång 4             | Kvartsfinal          | Semifinal            | Final                |  |
| Idrottare    | Gren   | Motståndare Resultat | Motståndare Resultat | Motståndare Resultat | Motståndare Resultat  | Motståndare Resultat | Motståndare Resultat | Motståndare Resultat | Motståndare Resultat |  |
| ------------ | ------ | -------------------- | -------------------- | -------------------- | --------------------- | -------------------- | -------------------- | -------------------- | -------------------- |  |
| Guo Yue      | Singel |                      |                      |                      | Lau (HKG) W 4-0       | Li (NED) W 4-0       | Wu (DOM) W 4-0       | Wang (CHN) L 2-4     | Li (SIN) W 4-2       |  |
| Wang Nan     | Singel |                      |                      |                      | Pota (HUN) W 4-0      | Park (KOR) W 4-2     | Tie (HKG) W 4-1      | Guo (CHN) W 4-2      | Zhang (CHN) L 1-4    |  |
| Zhang Yining | Singel |                      |                      |                      | Paŭlovitj (BLR) W 4-0 | Fukuhara (JPN) W 4-1 | Feng (SIN) W 4-1     | Li (SIN) W 4-1       | Wang (CHN) W 4-1     |  |

- Lag, damer

| Lag                     | Poäng | Matcher | Vinster | Förluster | GW | GL |
| ----------------------- | ----- | ------- | ------- | --------- | -- | -- |
| Kina                    | 6     | 3       | 3       | 0         | 9  | 0  |
| Österrike               | 5     | 3       | 2       | 1         | 6  | 3  |
| Kroatien                | 4     | 3       | 1       | 2         | 3  | 7  |
| Dominikanska republiken | 3     | 3       | 0       | 3         | 1  | 9  |

13 augusti
| Kina | 3–0 | Kroatien                |
| Kina | 3–0 | Dominikanska republiken |

14 augusti
| Kina | 3–0 | Österrike |

|  | Semifinaler | Semifinaler | Semifinaler | Semifinaler | Semifinaler |   |   | Final | Final | Final | Final | Final |  |
|  |             |             |             |             |             |   |   |       |       |       |       |       |  |
|  |             |             |             |             |             |   |   |       |       |       |       |       |  |
|  | 1           | Kina        | 3           | 3           | 3           |   |   |       |       |       |       |       |  |
|  | 1           | Kina        | 3           | 3           | 3           |   |   |       |       |       |       |       |  |
|  | 3           | Hongkong    | 0           | 0           | 0           |   |   |       |       |       |       |       |  |
|  | 3           | Hongkong    | 0           | 0           | 0           |   | 1 | Kina  | 3     | 3     | 3     |       |  |
|  |             |             |             |             |             |   | 1 | Kina  | 3     | 3     | 3     |       |  |
|  |             |             | 2           | Singapore   | 1           | 1 | 0 |       |       |       |       |       |  |
|  | 2           | Singapore   | 2           | Singapore   | 1           | 1 | 0 | 3     | 2     | 3     |       |       |  |
|  | 2           | Singapore   |             |             |             |   |   |       |       | 3     |       |       |  |
|  | 4           | Sydkorea    | 0           | 3           | 0           |   |   |       |       |       |       |       |  |
|  | 4           | Sydkorea    | 0           | 3           | 0           |   |   |       |       |       |       |       |  |
|  |             |             |             |             |             |   |   |       |       |       |       |       |  |

## Boxning
- Huvudartikel: Boxning vid olympiska sommarspelen 2008

| Tävlande              | Viktklass       | Sextondelsfinal             | Åttondelsfinal         | Kvartsfinal             | Semifinal                | Final                    |                  |
| Tävlande              | Viktklass       | Motståndare Resultat        | Motståndare Resultat   | Motståndare Resultat    | Motståndare Resultat     | Motståndare Resultat     |                  |
| --------------------- | --------------- | --------------------------- | ---------------------- | ----------------------- | ------------------------ | ------------------------ | ---------------- |
| Zou Shiming           | Lätt flugvikt   | Bermudez Salas (VEN) W 15-2 | Oubaali (FRA) W +3-3   | Zhakypov (KAZ) W 9-4    | Barnes (IRL) W 15-0      | Serdamba (MGL) W Retired |                  |
| Gu Yu                 | Bantamvikt      | Murray (GBR) W 17-7         | Gojan (MDA) L 6-13     | Gick inte vidare        | Gick inte vidare         | Gick inte vidare         | Gick inte vidare |
| Li Yang               | Fjädervikt      | Conceiçao (BRA) W 12-4      | Porozo (ECU) W 6-5     | Lomatjenko (UKR) L 3-13 | Gick inte vidare         | Gick inte vidare         | Gick inte vidare |
| Hu Qing               | Lättvikt        | Klyuchko (UKR) W 10-8       | Akshalov (KAZ) W 11-7  | Sow (FRA) L 6-9         | Gick inte vidare         | Gick inte vidare         | Gick inte vidare |
| Maimaitituersun Qiong | Lätt weltervikt | Kovalev (RUS) L 8-15        | Gick inte vidare       | Gick inte vidare        | Gick inte vidare         | Gick inte vidare         | Gick inte vidare |
| Hanati Silamu         | Weltervikt      | Makina (ZAM) W 21-2         | Mulema (CMR) W 9-4     | Johnson (BAH) W 14-4    | Suárez (CUB) L 4-7       |                          |                  |
| Wang Jianzheng        | Medelvikt       | Derevyanchenko (UKR) L 6-16 | Gick inte vidare       | Gick inte vidare        | Gick inte vidare         | Gick inte vidare         | Gick inte vidare |
| Zhang Xiaoping        | Lätt tungvikt   | Sahraoui (TUN) W 3-1        | Beterbijev (RUS) W 8-2 | Benchabla (ALG) W 12-7  | Sjynalijev (KAZ) W +3-3  | Egan (IRL) W 11-7        |                  |
| Yushan Nijiati        | Tungvikt        |                             | Usyk (UKR) L 4-23      | Gick inte vidare        | Gick inte vidare         | Gick inte vidare         | Gick inte vidare |
| Zhang Zhilei          | Supertungvikt   |                             | Amanissi (MAR) W 15-0  | Myrsatayev (KAZ) W 12-2 | Glazkov (UKR) W Walkover | Cammarelle (ITA) L 4-14  |                  |

## Brottning
- Huvudartikel: Brottning vid olympiska sommarspelen 2008

| Tävlande    | Gren                   | Kvalifikation                    | 1/8 Final              | Kvartsfinal        | Semifinal          | Återkval 1         | Återkval 2         | Final              | Placering        |
| Tävlande    | Gren                   | Motståndare Result               | Motståndare Result     | Motståndare Result | Motståndare Result | Motståndare Result | Motståndare Result | Motståndare Result | Placering        |
| ----------- | ---------------------- | -------------------------------- | ---------------------- | ------------------ | ------------------ | ------------------ | ------------------ | ------------------ | ---------------- |
| Qin He      | Fristil, fjädervikt    | Quintana (CUB) L 1-4, 0-1        | Gick inte vidare       | Gick inte vidare   | Gick inte vidare   | Gick inte vidare   | Gick inte vidare   | Gick inte vidare   | Gick inte vidare |
| Wang Qiang  | Fristil, lättvikt      | Spiridonov (KAZ) L 1-1, 0-4, 0-2 | Gick inte vidare       | Gick inte vidare   | Gick inte vidare   | Gick inte vidare   | Gick inte vidare   | Gick inte vidare   | Gick inte vidare |
| Si Riguleng | Fristil, weltervikt    | Fundora (CUB) L 5-7, 2-4         | Gick inte vidare       | Gick inte vidare   | Gick inte vidare   | Gick inte vidare   | Gick inte vidare   | Gick inte vidare   | Gick inte vidare |
| Wang Ying   | Fristil, mellanvikt    | Ketojev (RUS) L 2-2, 1-3         | Gick inte vidare       | Gick inte vidare   | Gick inte vidare   | Gick inte vidare   | Gick inte vidare   | Gick inte vidare   | Gick inte vidare |
| Liang Lei   | Fristil, supertungvikt | Bartnicki (POL) W 1-1, 2-2       | Mocco (USA) L 0-1, 0-3 | Gick inte vidare   | Gick inte vidare   | Gick inte vidare   | Gick inte vidare   | Gick inte vidare   | Gick inte vidare |

| Tävlande   | Gren                | Kvalifikation      | 1/8 Final                  | Kvartsfinal                     | Semifinal                  | Återkval 1         | Återkval 2         | Final                    | Placering        |
| Tävlande   | Gren                | Motståndare Result | Motståndare Result         | Motståndare Result              | Motståndare Result         | Motståndare Result | Motståndare Result | Motståndare Result       | Placering        |
| ---------- | ------------------- | ------------------ | -------------------------- | ------------------------------- | -------------------------- | ------------------ | ------------------ | ------------------------ | ---------------- |
| Li Xiaomei | Fristil, flugvikt   | n/a                | Ichō (JPN) L 1-0, 0-1, 0-1 | Gick inte vidare                | Gick inte vidare           | Gick inte vidare   | Gick inte vidare   | Gick inte vidare         | Gick inte vidare |
| Xu Li      | Fristil, lättvikt   | n/a                | Paval (JPN) W 5-0, 3-0     | Smirnova (KAZ) W 0-1, 2-0, 2-1  | Rentería (COL) W 5-5, F-0  | Till final         | Till final         | Yoshida (JPN) L 2-0, 0-F |                  |
| Xu Haiyan  | Fristil, mellanvikt | n/a                | Badrakh (MGL) W 5-3, 4-0   | Dugrenier (CAN) L 1-2, 3-1, 0-1 | Gick inte vidare           | Gick inte vidare   | Gick inte vidare   | Gick inte vidare         | Gick inte vidare |
| Wang Jiao  | Fristil, tungvikt   | n/a                | Fransson (SWE) W 4-3, 6-0  | Bernard (USA) W 3-1, 7-3        | Hamaguchi (JPN) W 5-2, F-0 | Till final         | Till final         | Zlateva (BUL) W F-0      |                  |

| Tävlande        | Gren                                | Kvalifikation                 | 1/8 Final                     | Kvartsfinal                       | Semifinal                         | Återkval 1         | Återkval 2         | Final                      | Placering        |                  |
| Tävlande        | Gren                                | Motståndare Result            | Motståndare Result            | Motståndare Result                | Motståndare Result                | Motståndare Result | Motståndare Result | Motståndare Result         | Placering        |                  |
| --------------- | ----------------------------------- | ----------------------------- | ----------------------------- | --------------------------------- | --------------------------------- | ------------------ | ------------------ | -------------------------- | ---------------- | ---------------- |
| Jiao Huafeng    | Grekisk-romersk stil, bantamvikt    | n/a                           | Gogitadze (GEO) L 0-2, 0-2    | Gick inte vidare                  | Gick inte vidare                  | Gick inte vidare   | Gick inte vidare   | Gick inte vidare           | Gick inte vidare |                  |
| Sheng Jiang     | Grekisk-romersk stil, fjädervikt    | Rəhimov (AZE) L 0-3, 1-2      | Gick inte vidare              | Gick inte vidare                  | Gick inte vidare                  | Gick inte vidare   | Gick inte vidare   | Gick inte vidare           | Gick inte vidare |                  |
| Li Yanyan       | Grekisk-romersk stil, lättvikt      | n/a                           | Panait (ROU) W 2-2, 1-1       | Bayakhmetov (KAZ) L 1-4, 4-2, 1-5 | Gick inte vidare                  | Gick inte vidare   | Gick inte vidare   | Gick inte vidare           | Gick inte vidare |                  |
| Chang Yongxiang | Grekisk-romersk stil, weltervikt    | n/a                           | Janakiev (BUL) W 3-2, 1-1     | Barrera (PER) W 2-1, 7-0          | Mikhalovich (BLR) W 0-6, 4-0, 2-1 | Till final         | Till final         | Kvirkelia (GEO) L 0-6, 0-4 |                  |                  |
| Ma Sanyi        | Grekisk-romersk stil, mellanvikt    | n/a                           | Fodor (HUN) L 0-3, 1-2        | Gick inte vidare                  | Gick inte vidare                  | Gick inte vidare   | Gick inte vidare   | Gick inte vidare           | Gick inte vidare | Gick inte vidare |
| Jiang Huachen   | Grekisk-romersk stil, tungvikt      | Bouguerra (ALG) W 5-0, 3-0    | Wheeler (USA) L 7-0, 2-4, 1-1 | Gick inte vidare                  | Gick inte vidare                  | Gick inte vidare   | Gick inte vidare   | Gick inte vidare           | Gick inte vidare |                  |
| Liu Deli        | Grekisk-romersk stil, supertungvikt | Papadopoulos (GRE) W 3-0, 1-1 | Byers (USA) L 0-4, 1-1, 1-1   | Gick inte vidare                  | Gick inte vidare                  | Gick inte vidare   | Gick inte vidare   | Gick inte vidare           | Gick inte vidare |                  |

## Bågskytte
- Huvudartikel: Bågskytte vid olympiska sommarspelen 2008

- Herrar

| Namn                              | Gren         | Rankingrunda | Rankingrunda | 32-delsfinal              | 16-delsfinal     | 8-delsfinal                  | Kvartsfinal            | Semifinal              | Final                 | Final            |
| Namn                              | Gren         | Poäng        | Seed         | Resultat                  | Resultat         | Resultat                     | Resultat               | Resultat               | Resultat              | Plats            |
| --------------------------------- | ------------ | ------------ | ------------ | ------------------------- | ---------------- | ---------------------------- | ---------------------- | ---------------------- | --------------------- | ---------------- |
| Xue Hai Feng                      | Individuellt | 663          | 18           | Lyon (CAN) (47) L 106-111 | Gick inte vidare | Gick inte vidare             | Gick inte vidare       | Gick inte vidare       | Gick inte vidare      | Gick inte vidare |
| Jiang Lin                         | Individuellt | 632          | 55           | Lee (KOR) (10) L 108-112  | Gick inte vidare | Gick inte vidare             | Gick inte vidare       | Gick inte vidare       | Gick inte vidare      | Gick inte vidare |
| Li Wenquan                        | Individuellt | 646          | 46           | Proc (POL) (19) L 111-116 | Gick inte vidare | Gick inte vidare             | Gick inte vidare       | Gick inte vidare       | Gick inte vidare      | Gick inte vidare |
| Xue Hai Feng Jiang Lin Li Wenquan | Lag          | 1941         | 12           | N/A                       | N/A              | Storbritannien (5) W 214-210 | Ryssland (4) W 217-209 | Sydkorea (1) L 221-218 | Ukraina (2) W 222-219 | Bronze           |

- Damer

| Namn                             | Gren         | Rankingrunda | Rankingrunda | 32-delsfinal               | 16-delsfinal              | 8-delsfinal                  | Kvartsfinal           | Semifinal                    | Final                   | Final            |
| Namn                             | Gren         | Poäng        | Seed         | Resultat                   | Resultat                  | Resultat                     | Resultat              | Resultat                     | Resultat                | Plats            |
| -------------------------------- | ------------ | ------------ | ------------ | -------------------------- | ------------------------- | ---------------------------- | --------------------- | ---------------------------- | ----------------------- | ---------------- |
| Zhang Juanjuan                   | Individuellt | 635          | 27           | Berezhna UKR (38) W 109-97 | Yuan TPE (50) W 110-105   | Erdyniyeva RUS (11) W 110-98 | Joo KOR (3) W 106-101 | Yun KOR (50) W 115-109       | Park KOR (50) W 110-109 | Gold             |
| Chen Ling                        | Individuellt | 645          | 15           | Psarra GRE (50) W 109-79   | Muliuk BLR (50) W 106-105 | Yun KOR (50) L 103-113       | Gick inte vidare      | Gick inte vidare             | Gick inte vidare        | Gick inte vidare |
| Guo Dan                          | Individuellt | 636          | 25           | Burgess GBR (40) L 104-106 | Gick inte vidare          | Gick inte vidare             | Gick inte vidare      | Gick inte vidare             | Gick inte vidare        | Gick inte vidare |
| Zhang Juanjuan Chen Ling Guo Dan | Lag          | 1916         | 3            | N/A                        | N/A                       | Bye                          | Indien (6) W 211-206  | Storbritannien (2) W 208-202 | Sydkorea (1) L 215- 224 | Silver           |

## Cykling
- Huvudartikel: Cykling vid olympiska sommarspelen 2008

### BMX
Damer
| Cyklist  | Gren | Seedning | Seedning  | Kvartsfinal                                     | Kvartsfinal | Semifinal        | Semifinal        | Final            | Final            |
| Cyklist  | Gren | Tid      | Placering | Tid                                             | Placering   | Tid              | Placering        | Tid              | Placering        |
| -------- | ---- | -------- | --------- | ----------------------------------------------- | ----------- | ---------------- | ---------------- | ---------------- | ---------------- |
| Ma Liyun | BMX  | 42.015   | 16        | 1st Run: 41.789 2nd Run: 41.789 3rd Run: 41.839 | 18          | Gick inte vidare | Gick inte vidare | Gick inte vidare | Gick inte vidare |

### Mountainbike
| Cyklist       | Gren                   | Tid     | Placering |
| ------------- | ---------------------- | ------- | --------- |
| Ji Jianhua    | Herrarnas mountainbike | 1:57:31 | 22        |
| Liu Ying      | Damernas mountainbike  | 1:52:01 | 12        |
| Ren Chengyuan | Damernas mountainbike  | 1:47:40 | 5         |

### Landsväg
| Cyklist     | Gren                | Tid     | Placering |
| ----------- | ------------------- | ------- | --------- |
| Zhang Liang | Herrarnas linjelopp | DNF     | DNF       |
| Gao Min     | Damernas linjelopp  | 3:32:52 | 16        |
| Gao Min     | Damernas tempolopp  | 37:15   | 17        |
| Meng Lang   | Damernas linjelopp  | 3:37:42 | 48        |
| Meng Lang   | Damernas tempolopp  | 40:51   | 25        |

### Bana
Sprint
| Cyklist                       | Gren                | Kval          | Kval      | 1/16-final (uppsamling)   | 1/8-final (uppsamling)           | Kvartsfinal                        | Semifinal                     | Final                        | Final            |
| Cyklist                       | Gren                | Tid Hastighet | Placering | Motståndare Tid Hastighet | Motståndare Tid Hastighet        | Motståndare Tid Hastighet          | Motståndare Tid Hastighet     | Motståndare Tid Hastighet    | Placering        |
| ----------------------------- | ------------------- | ------------- | --------- | ------------------------- | -------------------------------- | ---------------------------------- | ----------------------------- | ---------------------------- | ---------------- |
| Zhang Lei                     | Herrarnas sprint    | 10.497 68.591 | 16        | Gick inte vidare          | Gick inte vidare                 | Gick inte vidare                   | Gick inte vidare              | Gick inte vidare             | Gick inte vidare |
| Guo Shuang                    | Damernas sprint     | 11.106 64.829 | 2         | n/a                       | Grankowskaja (RUS) 11.410 63.102 | Tsjlinskaja (BLR) 11.501, 11.627 — | Meares (AUS) 11.629, —, REL — | Kanis (NED) 11.420, 11.617 — |                  |
| Li Wenhao Zhang Lei Feng Yong | Herrarnas lagsprint | 45.556 59.267 | 9         | Gick inte vidare          | Gick inte vidare                 | Gick inte vidare                   | Gick inte vidare              | Gick inte vidare             | Gick inte vidare |

Keirin
| Cyklist   | Gren             | 1:a omgången | Uppsamling | 2:a omgången     | Final            |
| Cyklist   | Gren             | Placering    | Placering  | Placering        | Placering        |
| --------- | ---------------- | ------------ | ---------- | ---------------- | ---------------- |
| Feng Yong | Herrarnas keirin | 6            | 3          | Gick inte vidare | Gick inte vidare |

Poänglopp
| Cyklist | Gren               | Poäng/varv | Placering |
| ------- | ------------------ | ---------- | --------- |
| Li Yan  | Damernas poänglopp | 6          | 10        |

## Fotboll
- Huvudartikel: Fotboll vid olympiska sommarspelen 2008

### Damer
| Nr          | Namn         | Klubb              | Född             | SM        | Mål       |           | Gult kort · Gult kort · Rött kort | Rött kort |
| Målvakter   | Målvakter    | Målvakter          | Målvakter        | Målvakter | Målvakter | Målvakter | Målvakter                         | Målvakter |
| ----------- | ------------ | ------------------ | ---------------- | --------- | --------- | --------- | --------------------------------- | --------- |
| 1           | Zhang Yanru  | Jiangsu Huatai     | 10 januari 1987  | 3         | 0         | 1         | 0                                 | 0         |
| 18          | Han Wenxia   | Dalian Haichang    | 23 augusti 1976  | 1         | 0         | 0         | 0                                 | 0         |
| Försvarare  |              |                    |                  |           |           |           |                                   |           |
| 2           | Yuan Fan     | Shanghai Shenhua   | 6 november 1986  | 0         | 0         | 0         | 0                                 | 0         |
| 3           | Li Jie (C)   | Beijing Zhaotai    | 8 juli 1979      | 4         | 0         | 0         | 0                                 | 0         |
| 4           | Zhang Ying   | Shanghai Shenhua   | 27 juni 1985     | 4         | 0         | 0         | 0                                 | 0         |
| 5           | Weng Xinzhi  | Jiangsu Huatai     | 15 juni 1988     | 4         | 0         | 0         | 0                                 | 0         |
| 11          | Pu Wei       | Shanghai Shenhua   | 20 augusti 1980  | 4         | 0         | 0         | 0                                 | 0         |
| 13          | Jiang Shuai  | Tianjin Huisen     | 7 juni 1982      | 0         | 0         | 0         | 0                                 | 0         |
| 14          | Liu Huana    | Shaanxi Guoli      | 17 maj 1981      | 4         | 0         | 0         | 0                                 | 0         |
| 15          | Zhou Gaoping | Jiangsu Huatai     | 20 oktober 1986  | 4         | 0         | 0         | 0                                 | 0         |
| Mittfältare |              |                    |                  |           |           |           |                                   |           |
| 6           | Zhang Na     | Hebei Huabei       | 10 mars 1984     | 4         | 0         | 0         | 0                                 | 0         |
| 7           | Bi Yan       | Dalian Haichang    | 17 februari 1984 | 4         | 0         | 0         | 0                                 | 0         |
| 12          | Lou Jiahui   | Henan Jianye       | 26 maj 1991      | 1(3)      | 0         | 1         | 0                                 | 0         |
| 16          | Wang Dandan  | Beijing Chengjiang | 1 maj 1985       | 0(3)      | 0         | 0         | 0                                 | 0         |
| 17          | Gu Yasha     | Beijing Chengjiang | 28 november 1990 | 0(2)      | 1         | 0         | 0                                 | 0         |
| Anfallare   |              |                    |                  |           |           |           |                                   |           |
| 8           | Xu Yuan      | Gansu Tianma       | 17 november 1985 | 4         | 2         | 0         | 0                                 | 0         |
| 9           | Han Duan     | Dalian Haichang    | 15 juni 1983     | 3         | 1         | 0         | 0                                 | 0         |
| 10          | Liu Sa       | Beijing Zhaotai    | 11 juli 1987     | 0(2)      | 0         | 0         | 0                                 | 0         |
| Coach       |              |                    |                  |           |           |           |                                   |           |
|             | Shang Ruihua |                    | 18 november 1944 |           |           |           |                                   |           |

- Grupp E

| Lag       | S | V | O | F | GM | IM | MS | P |
| --------- | - | - | - | - | -- | -- | -- | - |
| Kina      | 3 | 2 | 1 | 0 | 5  | 2  | +3 | 7 |
| Sverige   | 3 | 2 | 0 | 1 | 4  | 3  | +1 | 6 |
| Kanada    | 3 | 1 | 1 | 1 | 4  | 4  | 0  | 4 |
| Argentina | 3 | 0 | 0 | 3 | 1  | 5  | −4 | 0 |

|       | 6 augusti 2008 | Kina                    | 2 – 1           | Sverige     | Tianjin Olympic Center Stadium, Tianjin       |                                               |
| 19.45 | 19.45          | Xu Yuan 6′ Han Duan 72′ | (1 – 1) Rapport | 38′ Schelin | Publik: 37 902 Domare: Hong Eun-ah (Sydkorea) | Publik: 37 902 Domare: Hong Eun-ah (Sydkorea) |
| 19.45 | 19.45          |                         |                 |             | Publik: 37 902 Domare: Hong Eun-ah (Sydkorea) | Publik: 37 902 Domare: Hong Eun-ah (Sydkorea) |
| 19.45 | 19.45          |                         |                 |             | Publik: 37 902 Domare: Hong Eun-ah (Sydkorea) | Publik: 37 902 Domare: Hong Eun-ah (Sydkorea) |

|       | 9 augusti 2008 | Kanada       | 1 – 1           | Kina        | Tianjin Olympic Center Stadium, Tianjin          |                                                  |
| 19.45 | 19.45          | Sinclair 34′ | (1 – 1) Rapport | 36′ Xu Yuan | Publik: 52 600 Domare: Dagmar Damková (Tjeckien) | Publik: 52 600 Domare: Dagmar Damková (Tjeckien) |
| 19.45 | 19.45          |              |                 |             | Publik: 52 600 Domare: Dagmar Damková (Tjeckien) | Publik: 52 600 Domare: Dagmar Damková (Tjeckien) |
| 19.45 | 19.45          |              |                 |             | Publik: 52 600 Domare: Dagmar Damková (Tjeckien) | Publik: 52 600 Domare: Dagmar Damková (Tjeckien) |

|       | 12 augusti 2008 | Kina                      | 2 – 0           | Argentina | Qinhuangdao Olympic Sports Center Stadium, Qinhuangdao |                                                  |
| 19.45 | 19.45           | Han Duan 52′ Gu Yasha 90′ | (0 – 0) Rapport |           | Publik: 31 492 Domare: Nicole Petignat (Schweiz)       | Publik: 31 492 Domare: Nicole Petignat (Schweiz) |
| 19.45 | 19.45           |                           |                 |           | Publik: 31 492 Domare: Nicole Petignat (Schweiz)       | Publik: 31 492 Domare: Nicole Petignat (Schweiz) |
| 19.45 | 19.45           |                           |                 |           | Publik: 31 492 Domare: Nicole Petignat (Schweiz)       | Publik: 31 492 Domare: Nicole Petignat (Schweiz) |

### Herrar
| Nr          | Namn           | Klubb             | Födelsedag | SM        | Mål       |           | Gult kort · Gult kort · Rött kort | Rött kort |
| Målvakter   | Målvakter      | Målvakter         | Målvakter  | Målvakter | Målvakter | Målvakter | Målvakter                         | Målvakter |
| ----------- | -------------- | ----------------- | ---------- | --------- | --------- | --------- | --------------------------------- | --------- |
|             | Qiu Shengjiong | Shanghai Shenhua  | 22         | 0         | 0         | 0         | 0                                 | 0         |
|             | Liu Zhenli     | Qingdao Jonoon    | 23         | 0         | 0         | 0         | 0                                 | 0         |
| Försvarare  |                |                   |            |           |           |           |                                   |           |
|             | Li Weifeng*    | Shanghai Shenhua  | 29         | 0         | 0         | 0         | 0                                 | 0         |
|             | Yuan Weiwei    | Shandong Luneng   | 22         | 0         | 0         | 0         | 0                                 | 0         |
|             | Feng Xiaoting  | Dalian Shide      | 22         | 0         | 0         | 0         | 0                                 | 0         |
|             | Wan Houliang   | Shaanxi Chanba    | 22         | 0         | 0         | 0         | 0                                 | 0         |
|             | Tan Wangsong   | Tianjin TEDA      | 22         | 0         | 0         | 0         | 0                                 | 0         |
|             | Lü Jianjun     | Changchun Yatai   | 23         | 0         | 0         | 0         | 0                                 | 0         |
| Mittfältare |                |                   |            |           |           |           |                                   |           |
|             | Zheng Zhi* (C) | Charlton Athletic | 27         | 0         | 0         | 0         | 0                                 | 0         |
|             | Zhao Xuri      | Dalian Shide      | 22         | 0         | 0         | 0         | 0                                 | 0         |
|             | Zhou Haibin    | Shandong Luneng   | 23         | 0         | 0         | 0         | 0                                 | 0         |
|             | Cui Peng       | Shandong Luneng   | 21         | 0         | 0         | 0         | 0                                 | 0         |
|             | Hao Junmin     | Tianjin TEDA      | 21         | 0         | 0         | 0         | 0                                 | 0         |
|             | Jiang Ning     | Qingdao Jonoon    | 21         | 0         | 0         | 0         | 0                                 | 0         |
|             | Chen Tao       | Changsha Ginde    | 23         | 0         | 0         | 0         | 0                                 | 0         |
| Anfallare   |                |                   |            |           |           |           |                                   |           |
|             | Han Peng*      | Shandong Luneng   | 24         | 0         | 0         | 0         | 0                                 | 0         |
|             | Gao Lin        | Shanghai Shenhua  | 22         | 0         | 0         | 0         | 0                                 | 0         |
|             | Dong Fangzhuo  | Manchester United | 23         | 0         | 0         | 0         | 0                                 | 0         |
| Coach       |                |                   |            |           |           |           |                                   |           |
|             | Yin Tiesheng   |                   | 51         |           |           |           |                                   |           |

- Grupp C

| Lag         | S | V | O | F | GM | IM | MS | P |
| ----------- | - | - | - | - | -- | -- | -- | - |
| Brasilien   | 3 | 3 | 0 | 0 | 9  | 0  | +9 | 9 |
| Belgien     | 3 | 2 | 0 | 1 | 3  | 1  | +2 | 6 |
| Kina        | 3 | 0 | 1 | 2 | 1  | 6  | −5 | 1 |
| Nya Zeeland | 3 | 0 | 1 | 2 | 1  | 7  | −6 | 1 |

|       | 2008-08-07 | Kina U23          | 1 – 1     | Nya Zeeland U23 | Shenyang Olympic Stadium, Shenyang             |                                                |
| 19.45 | 19.45      | Dong Fangzhuo 88′ | (Rapport) | Brockie 53′     | Publik: 41 407 Domare: Martín Vázquez, Uruguay | Publik: 41 407 Domare: Martín Vázquez, Uruguay |
| 19.45 | 19.45      |                   |           |                 | Publik: 41 407 Domare: Martín Vázquez, Uruguay | Publik: 41 407 Domare: Martín Vázquez, Uruguay |
| 19.45 | 19.45      |                   |           |                 | Publik: 41 407 Domare: Martín Vázquez, Uruguay | Publik: 41 407 Domare: Martín Vázquez, Uruguay |

|       | 2008-08-10 | Belgien U23             | 2 – 0     | Kina U23 | Shenyang Olympic Stadium, Shenyang                |                                                   |
| 19.45 | 19.45      | Dembélé 8′ Mirallas 80′ | (Rapport) |          | Publik: 45 756 Domare: Héctor Baldassi, Argentina | Publik: 45 756 Domare: Héctor Baldassi, Argentina |
| 19.45 | 19.45      |                         |           |          | Publik: 45 756 Domare: Héctor Baldassi, Argentina | Publik: 45 756 Domare: Héctor Baldassi, Argentina |
| 19.45 | 19.45      |                         |           |          | Publik: 45 756 Domare: Héctor Baldassi, Argentina | Publik: 45 756 Domare: Héctor Baldassi, Argentina |

|       | 2008-08-13 | Kina U23 | 0 – 3     | Brasilien U23                   | Qinhuangdao Olympic Sports Center Stadium, Qinhuangdao |                                                |
| 19.45 | 19.45      |          | (Rapport) | Diego 18′ Thiago Neves 69′, 73′ | Publik: 38 790 Domare: Jerome Damon, Sydafrika         | Publik: 38 790 Domare: Jerome Damon, Sydafrika |
| 19.45 | 19.45      |          |           |                                 | Publik: 38 790 Domare: Jerome Damon, Sydafrika         | Publik: 38 790 Domare: Jerome Damon, Sydafrika |
| 19.45 | 19.45      |          |           |                                 | Publik: 38 790 Domare: Jerome Damon, Sydafrika         | Publik: 38 790 Domare: Jerome Damon, Sydafrika |

## Slutspel
|  | Kvartsfinal | Kvartsfinal | Kvartsfinal |     |         | Semifinal | Semifinal | Semifinal |            |            | Final      | Final      | Final |
|  |             |             |             |     |         |           |           |           |            |            |            |            |       |
|  | F1          | Brasilien   | 2           |     |         |           |           |           |            |            |            |            |       |
|  | G2          | Norge       | 1           |     |         |           |           |           |            |            |            |            |       |
|  | G2          | Norge       | 1           |     | F1      | Brasilien | 4         |           |            |            |            |            |       |
|  |             |             |             |     | F1      | Brasilien | 4         |           |            |            |            |            |       |
|  |             | F2          | Tyskland    | 1   |         |           |           |           |            |            |            |            |       |
|  | E2          | F2          | Tyskland    | 1   | Sverige | 0         |           |           |            |            |            |            |       |
|  | E2          |             |             |     | Sverige | 0         |           |           |            |            |            |            |       |
|  | F2          | Tyskland    | 2           |     |         |           |           |           |            |            |            |            |       |
|  |             |             |             |     |         |           |           |           |            |            | F1         | Brasilien  | 0     |
|  |             |             | G1          | USA | 1       |           |           |           |            |            |            |            |       |
|  | G1          | USA         | 2           |     |         |           |           |           |            |            |            |            |       |
|  | E3          | Kanada      | 1           |     |         |           |           |           |            |            |            |            |       |
|  | E3          | Kanada      | 1           |     | G1      | USA       | 4         |           | Bronsmatch | Bronsmatch | Bronsmatch | Bronsmatch |       |
|  |             |             |             |     | G1      | USA       | 4         |           | Bronsmatch | Bronsmatch | Bronsmatch | Bronsmatch |       |
|  |             | G3          | Japan       | 2   |         |           |           |           |            |            |            |            |       |
|  | E1          | G3          | Japan       | 2   | Kina    | 0         |           | F2        | Tyskland   | 2          |            |            |       |
|  | E1          |             |             |     | Kina    | 0         |           | F2        | Tyskland   | 2          |            |            |       |
|  | G3          | Japan       | 2           |     |         |           |           |           |            |            | G3         | Japan      | 0     |

- Kvartsfinaler

|  | 15 augusti 2008 21.00 | Kina | 0 – 2   | Japan                 | Qinhuangdao Olympic Sports Centre Stadium, Qinhuangdao |                                                 |
|  |                       |      | (0 – 1) | 15′ Sawa 80′ Nagasato | Publik: 28 459 Domare: Christine Beck, Tyskland        | Publik: 28 459 Domare: Christine Beck, Tyskland |
|  |                       |      |         |                       | Publik: 28 459 Domare: Christine Beck, Tyskland        | Publik: 28 459 Domare: Christine Beck, Tyskland |
|  |                       |      |         |                       | Publik: 28 459 Domare: Christine Beck, Tyskland        | Publik: 28 459 Domare: Christine Beck, Tyskland |

## Friidrott
- Huvudartikel: Friidrott vid olympiska sommarspelen 2008

Förkortningar
- Noteringar – Placeringarna avser endast löparens eget heat
- Q = Kvalificerad till nästa omgång
- q = Kvalificerade sig till nästa omgång som den snabbaste idrottaren eller, i fältgrenarna, via placering utan att uppnå kvalgränsen.
- NR = Nationellt rekord
- N/A = Omgången ingick inte i grenen
- Bye = Idrottaren behövde inte delta i denna omgång

Herrar
Bana och landsväg
| Idrottare                                                       | Gren       | Heat     | Heat      | Kvartsfinal      | Kvartsfinal      | Semifinal        | Semifinal        | Final            | Final            |
| Idrottare                                                       | Gren       | Resultat | Placering | Resultat         | Placering        | Resultat         | Placering        | Resultat         | Placering        |
| --------------------------------------------------------------- | ---------- | -------- | --------- | ---------------- | ---------------- | ---------------- | ---------------- | ---------------- | ---------------- |
| Hu Kai                                                          | 100 m      | 10.39    | 4 q       | 10.40            | 8                | Gick inte vidare | Gick inte vidare | Gick inte vidare | Gick inte vidare |
| Zhang Peimeng                                                   | 200 m      | 21.06    | 7         | Gick inte vidare | Gick inte vidare | Gick inte vidare | Gick inte vidare | Gick inte vidare | Gick inte vidare |
| Liu Xiaosheng                                                   | 400 m      | 53.11    | 8         | i.u.             | i.u.             | Gick inte vidare | Gick inte vidare | Gick inte vidare | Gick inte vidare |
| Li Xiangyu                                                      | 800 m      | 1:48.44  | 5         | i.u.             | i.u.             | Gick inte vidare | Gick inte vidare | Gick inte vidare | Gick inte vidare |
| Ji Wei                                                          | 110 m häck | 13.57    | 3 Q       | 13.80            | 6                | Gick inte vidare | Gick inte vidare | Gick inte vidare | Gick inte vidare |
| Liu Xiang                                                       | 110 m häck | DNF      | DNF       | Gick inte vidare | Gick inte vidare | Gick inte vidare | Gick inte vidare | Gick inte vidare | Gick inte vidare |
| Shi Dongpeng                                                    | 110 m häck | 13.53    | 4 Q       | 13.42            | 3 Q              | 13.42            | 5                | Gick inte vidare | Gick inte vidare |
| Meng Yan                                                        | 400 m häck | 49.73    | 5         | i.u.             | i.u.             | Gick inte vidare | Gick inte vidare | Gick inte vidare | Gick inte vidare |
| Hu Kai Liang Jiahong Lu Bin Wen Yongyi Xing Yanan Zhang Peimeng | 4 x 100 m  | 39.13    | 4 q       | i.u.             | i.u.             | i.u.             | i.u.             | DSQ              | DSQ              |
| Deng Haiyang                                                    | Maraton    | i.u.     | i.u.      | i.u.             | i.u.             | i.u.             | i.u.             | 2:16:17          | 25               |
| Li Zhuhong                                                      | Maraton    | i.u.     | i.u.      | i.u.             | i.u.             | i.u.             | i.u.             | 2:24:08          | 51               |
| Ren Longyun                                                     | Maraton    | i.u.     | i.u.      | i.u.             | i.u.             | i.u.             | i.u.             | DNS              | DNS              |
| Chu Yafei                                                       | 20 km gång | i.u.     | i.u.      | i.u.             | i.u.             | i.u.             | i.u.             | 1:21:17          | 10               |
| Dong Jimin                                                      | 20 km gång | i.u.     | i.u.      | i.u.             | i.u.             | i.u.             | i.u.             | 1:24:34          | 30               |
| Wang Hao                                                        | 20 km gång | i.u.     | i.u.      | i.u.             | i.u.             | i.u.             | i.u.             | 1:19:47          | 4                |
| Li Jianbo                                                       | 50 km gång | i.u.     | i.u.      | i.u.             | i.u.             | i.u.             | i.u.             | 3:52:20          | 14               |
| Si Tianfeng                                                     | 50 km gång | i.u.     | i.u.      | i.u.             | i.u.             | i.u.             | i.u.             | 3:52:58          | 17               |
| Zhao Chengliang                                                 | 50 km gång | i.u.     | i.u.      | i.u.             | i.u.             | i.u.             | i.u.             | 3:56:47          | 21               |

Fältgrenar
| Idrottare      | Gren          | Kval    | Kval      | Final            | Final            |
| Idrottare      | Gren          | Distans | Placering | Distans          | Placering        |
| -------------- | ------------- | ------- | --------- | ---------------- | ---------------- |
| Li Runrun      | Längdhopp     | 7.70    | 28        | Gick inte vidare | Gick inte vidare |
| Zhou Can       | Längdhopp     | NM      | —         | Gick inte vidare | Gick inte vidare |
| Gu Junjie      | Tresteg       | 15.94   | 34        | Gick inte vidare | Gick inte vidare |
| Li Yanxi       | Tresteg       | 17.30   | 3 Q       | 16.77            | 10               |
| Zhong Minwei   | Tresteg       | 15.59   | 36        | Gick inte vidare | Gick inte vidare |
| Huang Haiqiang | Höjdhopp      | NM      | —         | Gick inte vidare | Gick inte vidare |
| Liu Feiliang   | Stavhopp      | 5.55    | =20       | Gick inte vidare | Gick inte vidare |
| Chen Qi        | Spjutkastning | 73.50   | 23        | Gick inte vidare | Gick inte vidare |

Kombinerade grenar – Tiokamp
| Idrottare  | Gren     | 100 m | LJ   | SP    | HJ   | 400 m | 110H  | DT    | PV   | JT    | 1500 m  | Final | Placering |
| ---------- | -------- | ----- | ---- | ----- | ---- | ----- | ----- | ----- | ---- | ----- | ------- | ----- | --------- |
| Qi Haifeng | Resultat | 11.15 | 7.22 | 13.40 | 1.93 | 49.39 | 14.60 | 46.46 | 4.30 | 63.09 | 4:39.32 | 7835  | 18        |
| Qi Haifeng | Poäng    | 827   | 866  | 692   | 740  | 843   | 899   | 797   | 702  | 784   | 685     | 7835  | 18        |

Damer
Bana & landsväg
| Idrottare                                                    | Gren           | Heat     | Heat      | Kvartsfinal      | Kvartsfinal      | Semifinal        | Semifinal        | Final            | Final            |
| Idrottare                                                    | Gren           | Resultat | Placering | Resultat         | Placering        | Resultat         | Placering        | Resultat         | Placering        |
| ------------------------------------------------------------ | -------------- | -------- | --------- | ---------------- | ---------------- | ---------------- | ---------------- | ---------------- | ---------------- |
| Wang Jing                                                    | 100 m          | 11.87    | 5         | Gick inte vidare | Gick inte vidare | Gick inte vidare | Gick inte vidare | Gick inte vidare | Gick inte vidare |
| Liu Qing                                                     | 1 500 m        | 4:09.27  | 9         | i.u.             | i.u.             | i.u.             | i.u.             | Gick inte vidare | Gick inte vidare |
| Xue Fei                                                      | 5 000 m        | 15:13.25 | 9 q       | i.u.             | i.u.             | i.u.             | i.u.             | 16:09.84         | 13               |
| Zhang Yingying                                               | 5 000 m        | 15:23.81 | 11        | i.u.             | i.u.             | i.u.             | i.u.             | Gick inte vidare | Gick inte vidare |
| Bai Xue                                                      | 10 000 m       | i.u.     | i.u.      | i.u.             | i.u.             | i.u.             | i.u.             | 32:20.27         | 21               |
| Dong Xiaoqin                                                 | 10 000 m       | i.u.     | i.u.      | i.u.             | i.u.             | i.u.             | i.u.             | 33:03.14         | 28               |
| Zhang Yingying                                               | 10 000 m       | i.u.     | i.u.      | i.u.             | i.u.             | i.u.             | i.u.             | 31:31.12         | 16               |
| Li Zhenzhu                                                   | 3 000 m hinder | 10:04.05 | 13        | i.u.             | i.u.             | i.u.             | i.u.             | Gick inte vidare | Gick inte vidare |
| Zhao Yanni                                                   | 3 000 m hinder | 10:36.77 | 16        | i.u.             | i.u.             | i.u.             | i.u.             | Gick inte vidare | Gick inte vidare |
| Zhu Yanmei                                                   | 3 000 m hinder | 9:29.63  | 7         | i.u.             | i.u.             | i.u.             | i.u.             | Gick inte vidare | Gick inte vidare |
| Chen Jue Han Ling Jiang Lan Qin Wangping Tao Yujia Wang Jing | 4 x 100 m      | 43.78    | 4         | i.u.             | i.u.             | i.u.             | i.u.             | Gick inte vidare | Gick inte vidare |
| Chen Jingwen Han Ling Wang Jinping Tang Xiaoyin              | 4 x 400 m      | 3:30.77  | 8         | i.u.             | i.u.             | i.u.             | i.u.             | Gick inte vidare | Gick inte vidare |
| Zhang Shujing                                                | Maraton        | i.u.     | i.u.      | i.u.             | i.u.             | i.u.             | i.u.             | 2:35:35          | 41               |
| Zhou Chunxiu                                                 | Maraton        | i.u.     | i.u.      | i.u.             | i.u.             | i.u.             | i.u.             | 2:27:07          | 3                |
| Zhu Xiaolin                                                  | Maraton        | i.u.     | i.u.      | i.u.             | i.u.             | i.u.             | i.u.             | 2:27:16          | 4                |
| Liu Hong                                                     | 20 km gång     | i.u.     | i.u.      | i.u.             | i.u.             | i.u.             | i.u.             | 1:27:17          | 4                |
| Shi Na                                                       | 20 km gång     | i.u.     | i.u.      | i.u.             | i.u.             | i.u.             | i.u.             | 1:29:08          | 13               |
| Yang Mingxia                                                 | 20 km gång     | i.u.     | i.u.      | i.u.             | i.u.             | i.u.             | i.u.             | DSQ              | DSQ              |

Fältgrenar
| Idrottare      | Gren           | Kval  | Kval      | Final            | Final            |
| Idrottare      | Gren           | Längd | Placering | Längd            | Placering        |
| -------------- | -------------- | ----- | --------- | ---------------- | ---------------- |
| Xie Limei      | Tresteg        | 14.27 | 10 q      | 14.09            | 12               |
| Zheng Xingjuan | Höjdhopp       | 1.89  | 22        | Gick inte vidare | Gick inte vidare |
| Gao Shuying    | Stavhopp       | 4.50  | =2 q      | 4.45             | 12               |
| Li Ling        | Stavhopp       | 4.15  | =27       | Did not advance  | Did not advance  |
| Zhou Yang      | Stavhopp       | 4.15  | 25        | Gick inte vidare | Gick inte vidare |
| Gong Lijiao    | Kulstötning    | 19.46 | 2 Q       | 19.20            | 5                |
| Li Ling        | Kulstötning    | 18.60 | 10 Q      | 17.94            | 14               |
| Li Meiju       | Kulstötning    | 19.18 | 3 Q       | 19.00            | 8                |
| Li Yanfeng     | Diskuskastning | 61.29 | 10 q      | 60.68            | 7                |
| Song Aimin     | Diskuskastning | 61.67 | 8 Q       | 62.20            | 4                |
| Ma Xuejun      | Diskuskastning | 58.45 | 23        | Gick inte vidare | Gick inte vidare |
| Chang Chunfeng | Spjutkastning  | 58.42 | 18        | Gick inte vidare | Gick inte vidare |
| Song Dan       | Spjutkastning  | 54.32 | 42        | Gick inte vidare | Gick inte vidare |
| Zhang Li       | Spjutkastning  | 61.77 | 8 Q       | 56.14            | 10               |
| Wang Zheng     | Släggkastning  | 65.64 | 32        | Gick inte vidare | Gick inte vidare |
| Zhang Wenxiu   | Släggkastning  | 73.36 | 2 Q       | 74.32            | 3                |

Kombinerade grenar – Sjukamp
| Mångkampare | Gren     | 100H  | HJ   | SP    | 200 m | LJ   | JT    | 800 m   | Final | Placering |
| ----------- | -------- | ----- | ---- | ----- | ----- | ---- | ----- | ------- | ----- | --------- |
| Liu Haili   | Resultat | 13.56 | 1.77 | 12.71 | 24.47 | 6.08 | 41.79 | 2:18.84 | 6041  | 20*       |
| Liu Haili   | Poäng    | 1041  | 941  | 708   | 936   | 874  | 702   | 839     | 6041  | 20*       |

## Fäktning
- Huvudartikel: Fäktning vid olympiska sommarspelen 2008

Herrar
| Idrottare                                          | Gren                  | Omgång 1                | Sextondelsfinal         | Åttondelsfinal           | Kvartsfinal             | Semifinal                               | Final / BM                      | Final / BM       |
| Idrottare                                          | Gren                  | Motståndare Poäng       | Motståndare Poäng       | Motståndare Poäng        | Motståndare Poäng       | Motståndare Poäng                       | Motståndare Poäng               | Placering        |
| -------------------------------------------------- | --------------------- | ----------------------- | ----------------------- | ------------------------ | ----------------------- | --------------------------------------- | ------------------------------- | ---------------- |
| Li Guojie                                          | Värja, individuellt   | Wiercioch (POL) W 15–11 | Jin S-J (KOR) L 6–15    | Gick inte vidare         | Gick inte vidare        | Gick inte vidare                        | Gick inte vidare                | Gick inte vidare |
| Wang Lei                                           | Värja, individuellt   | BYE                     | Verwijlen (NED) L 10–15 | Gick inte vidare         | Gick inte vidare        | Gick inte vidare                        | Gick inte vidare                | Gick inte vidare |
| Yin Lianchi                                        | Värja, individuellt   | BYE                     | Kulcsar (HUN) W 15–9    | Zawrotniak (POL) L 13–15 | Gick inte vidare        | Gick inte vidare                        | Gick inte vidare                | Gick inte vidare |
| Lei Sheng                                          | Florett, individuellt | i.u.                    | BYE                     | Mocek (POL) W 15–8       | Kleibrink (GER) L 7–15  | Gick inte vidare                        | Gick inte vidare                | Gick inte vidare |
| Zhu Jun                                            | Florett, individuellt | i.u.                    | González (ARG) W 15–2   | Meinhardt (USA) W 15–9   | Cassarà (ITA) W 15–14   | Kleibrink (GER) L 4–15                  | Sanzo (ITA) L 14–15             | 4                |
| Dong Guotao Li Guojie Wang Lei Yin Lianchi         | Värja, lag            | i.u.                    | i.u.                    | Sydafrika W 45–28        | Ungern W 45–43          | Polen L 44–45                           | Italien L 35–45                 | 4                |
| Wang Jingzhi                                       | Sabel, individuellt   | BYE                     | Pillet (FRA) L 14–15    | Gick inte vidare         | Gick inte vidare        | Gick inte vidare                        | Gick inte vidare                | Gick inte vidare |
| Zhong Man                                          | Sabel, individuellt   | BYE                     | Kothny (THA) W 15–7     | Martí (ESP) W 15–14      | Tarantino (ITA) W 15–13 | Pillet (FRA) W 15–12                    | Lopez (FRA) W 15–9              | 1                |
| Zhou Hanming                                       | Sabel, individuellt   | BYE                     | Nemcsik (HUN) W 15–13   | Covaliu (ROU) L 12–15    | Gick inte vidare        | Gick inte vidare                        | Gick inte vidare                | Gick inte vidare |
| Huang Yaojiang Wang Jingzhi Zhong Man Zhou Hanming | Sabel, lag            | i.u.                    | i.u.                    | i.u.                     | Ryssland L 36–45        | Klassificeringssemifinal Ungern W 45–38 | 5:e plats-final Belarus L 39–45 | 6                |

Damer
| Idrottare                                  | Gren                  | Omgång 1              | Sextondelsfinal               | Åttondelsfinal          | Kvartsfinal                   | Semifinal                                | Final / BM                       | Final / BM       |
| Idrottare                                  | Gren                  | Motståndare Poäng     | Motståndare Poäng             | Motståndare Poäng       | Motståndare Poäng             | Motståndare Poäng                        | Motståndare Poäng                | Placering        |
| ------------------------------------------ | --------------------- | --------------------- | ----------------------------- | ----------------------- | ----------------------------- | ---------------------------------------- | -------------------------------- | ---------------- |
| Li Na                                      | Värja, individuellt   | i.u.                  | BYE                           | Lamon (SUI) W 15–10     | Flessel-Colovic (FRA) W 15–10 | Heidemann (GER) L 13–15                  | Mincza-Nébald (HUN) L 11–15      | 4                |
| Zhong Weiping                              | Värja, individuellt   | i.u.                  | Flessel-Colovic (FRA) L 11–13 | Gick inte vidare        | Gick inte vidare              | Gick inte vidare                         | Gick inte vidare                 | Gick inte vidare |
| Su Wanwen                                  | Florett, individuellt | Nogueira (POR) W 15–4 | Cross (USA) W 15–7            | Knapek (HUN) L 10–15    | Gick inte vidare              | Gick inte vidare                         | Gick inte vidare                 | Gick inte vidare |
| Sun Chao                                   | Florett, individuellt | BYE                   | Knapik (HUN) L 13–15          | Gick inte vidare        | Gick inte vidare              | Gick inte vidare                         | Gick inte vidare                 | Gick inte vidare |
| Zhang Lei                                  | Florett, individuellt | BYE                   | Wojtkowiak (POL) W 15–8       | Vezzali (ITA) L 7–10    | Gick inte vidare              | Gick inte vidare                         | Gick inte vidare                 | Gick inte vidare |
| Huang Jialing Su Wanwen Sun Chao Zhang Lei | Florett, lag          | i.u.                  | i.u.                          | i.u.                    | Italien L 24–37               | Klassificeringssemifinal Egypten W 45–24 | 5:e plats-final Tyskland W 28–34 | 6                |
| Bao Yingying                               | Sabel, individuellt   | BYE                   | Chow T K (HKG) W 15–5         | Więckowska (POL) W 15–6 | Zagunis (USA) L 9–15          | Gick inte vidare                         | Gick inte vidare                 | Gick inte vidare |
| Huang Haiyang                              | Sabel, individuellt   | BYE                   | Bianco (ITA) L 12–15          | Gick inte vidare        | Gick inte vidare              | Gick inte vidare                         | Gick inte vidare                 | Gick inte vidare |
| Tan Xue                                    | Sabel, individuellt   | BYE                   | Bujdoso (GER) W 15–6          | Kim K-H (KOR) W 15–8    | Velikaja (RUS) L 9–15         | Gick inte vidare                         | Gick inte vidare                 | Gick inte vidare |
| Bao Yingying Huang Haiyang Ni Hong Tan Xue | Sabel, lag            | i.u.                  | i.u.                          | i.u.                    | Polen W 45–25                 | Frankrike W 45–38                        | Ukraina L 44–45                  | 2                |

## Gymnastik
- Huvudartikel: Gymnastik vid olympiska sommarspelen 2008

### Artistisk gymnastik
Herrar
Lag
| Gymnast     | Gren | Kval     | Kval     | Kval     | Kval    | Kval     | Kval     | Kval    | Kval      | Final   | Final   | Final   | Final   | Final   | Final   | Final   | Final     |
| Gymnast     | Gren | Redskap  | Redskap  | Redskap  | Redskap | Redskap  | Redskap  | Totalt  | Placering | Redskap | Redskap | Redskap | Redskap | Redskap | Redskap | Totalt  | Placering |
| Gymnast     | Gren | F        | PH       | R        | V       | PB       | HB       | Totalt  | Placering | F       | PH      | R       | V       | PB      | HB      | Totalt  | Placering |
| ----------- | ---- | -------- | -------- | -------- | ------- | -------- | -------- | ------- | --------- | ------- | ------- | ------- | ------- | ------- | ------- | ------- | --------- |
| Chen Yibing | Lag  | 14.725   | 14.475   | 16.525 Q | 16.275  | 15.075   | 14.525   | 91.600  | 9 Q       | 14.575  | i.u.    | 16.575  | 15.950  | i.u.    | i.u.    | i.u.    | i.u.      |
| Huang Xu    | Lag  | i.u.     | 15.300   | 15.300   | i.u.    | 16.075 Q | i.u.     | i.u.    | i.u.      | i.u.    | 14.750  | 16.000  | i.u.    | 16.475  | i.u.    | i.u.    | i.u.      |
| Li Xiaopeng | Lag  | 15.100   | i.u.     | 14.800   | 16.775  | 16.425 Q | 15.400   | i.u.    | i.u.      | i.u.    | i.u.    | i.u.    | 16.775  | 16.450  | 15.725  | i.u.    | i.u.      |
| Xiao Qin    | Lag  | 14.375   | 16.000 Q | i.u.     | 15.725  | 15.450   | 15.150   | i.u.    | i.u.      | i.u.    | 16.100  | i.u.    | i.u.    | i.u.    | 15.250  | i.u.    | i.u.      |
| Yang Wei    | Lag  | 15.400   | 15.425 Q | 16.225 Q | 16.550  | 15.350   | 14.925   | 93.875  | 1 Q       | 15.425  | 15.175  | 16.300  | 16.600  | 16.100  | i.u.    | i.u.    | i.u.      |
| Zou Kai     | Lag  | 15.700 Q | i.u.     | i.u.     | 15.700  | i.u.     | 15.600 Q | i.u.    | i.u.      | 15.925  | i.u.    | i.u.    | i.u.    | i.u.    | 15.975  | i.u.    | i.u.      |
| Totalt      | Lag  | 60.925   | 61.200   | 62.850   | 65.325  | 63.300   | 61.075   | 374.675 | 1 Q       | 45.925  | 46.025  | 48.875  | 49.325  | 49.025  | 46.950  | 286.125 | 1         |

Individuella finaler
| Gymnast     | Gren       | Redskap | Redskap | Redskap | Redskap | Redskap | Redskap | Totalt | Placering |
| Gymnast     | Gren       | F       | PH      | R       | V       | PB      | HB      | Totalt | Placering |
| ----------- | ---------- | ------- | ------- | ------- | ------- | ------- | ------- | ------ | --------- |
| Chen Yibing | Mångkamp   | 0.000   | 13.750  | 16.650  | 15.900  | 14.950  | 12.975  | 74.225 | 24        |
| Chen Yibing | Ringar     | i.u.    | i.u.    | 16.600  | i.u.    | i.u.    | i.u.    | 16.600 | 1         |
| Huang Xu    | Barr       | i.u.    | i.u.    | i.u.    | i.u.    | 15.700  | i.u.    | 15.700 | 6         |
| Li Xiaopeng | Barr       | i.u.    | i.u.    | i.u.    | i.u.    | 16.450  | i.u.    | 16.450 | 1         |
| Xiao Qin    | Bygelhäst  | i.u.    | 15.875  | i.u.    | i.u.    | i.u.    | i.u.    | 15.875 | 1         |
| Yang Wei    | Mångkamp   | 15.250  | 15.275  | 16.625  | 16.550  | 16.100  | 14.775  | 94.575 | 1         |
| Yang Wei    | Bygelhäst  | i.u.    | 15.450  | i.u.    | i.u.    | i.u.    | i.u.    | 15.450 | 4         |
| Yang Wei    | Ringar     | i.u.    | i.u.    | 16.425  | i.u.    | i.u.    | i.u.    | 16.425 | 2         |
| Zou Kai     | Fristående | 16.050  | i.u.    | i.u.    | i.u.    | i.u.    | i.u.    | 16.050 | 1         |
| Zou Kai     | Räck       | i.u.    | i.u.    | i.u.    | i.u.    | i.u.    | 16.200  | 16.200 | 1         |

Damer
Lag
| Gymnast      | Gren        | Kval     | Kval     | Kval     | Kval     | Kval    | Kval      | Final   | Final   | Final   | Final   | Final   | Final     |
| Gymnast      | Gren        | Redskap  | Redskap  | Redskap  | Redskap  | Totalt  | Placering | Redskap | Redskap | Redskap | Redskap | Totalt  | Placering |
| Gymnast      | Gren        | F        | V        | UB       | BB       | Totalt  | Placering | F       | V       | UB      | BB      | Totalt  | Placering |
| ------------ | ----------- | -------- | -------- | -------- | -------- | ------- | --------- | ------- | ------- | ------- | ------- | ------- | --------- |
| Cheng Fei    | Lagmångkamp | 15.750 Q | 16.150 Q | i.u.     | 15.875 Q | i.u.    | i.u.      | 15.450  | 16.000  | i.u.    | 15.150  | i.u.    | i.u.      |
| Deng Linlin  | Lagmångkamp | 14.950   | 15.225   | 14.725   | 15.550   | 60.450  | 9*        | 15.250  | i.u.    | 15.925  | 15.150  | i.u.    | i.u.      |
| He Kexin     | Lagmångkamp | i.u.     | 15.250   | 15.725 Q | i.u.     | i.u.    | i.u.      | i.u.    | i.u.    | 16.850  | i.u.    | i.u.    | i.u.      |
| Jiang Yuyuan | Lagmångkamp | 15.050 Q | 14.775   | 15.550   | 15.250   | 60.625  | 7 Q       | 15.200  | i.u.    | 15.975  | i.u.    | i.u.    | i.u.      |
| Li Shanshan  | Lagmångkamp | 14.200   | i.u.     | i.u.     | 16.125 Q | i.u.    | i.u.      | i.u.    | i.u.    | i.u.    | 16.050  | i.u.    | i.u.      |
| Yang Yilin   | Lagmångkamp | 15.000   | 15.200   | 16.650 Q | 15.500   | 62.350  | 3 Q       | i.u.    | 15.100  | 16.800  | i.u.    | i.u.    | i.u.      |
| Totalt       | Lagmångkamp | 60.750   | 61.825   | 62.650   | 63.050   | 248.275 | 1 Q       | 45.800  | 46.350  | 49.625  | 47.125  | 188.900 | 1         |

* Endast två deltagare per land får tävla i finalen.
Individuella finaler
| Gymnast      | Gren       | Redskap | Redskap | Redskap | Redskap | Totalt | Placering |
| Gymnast      | Gren       | F       | V       | UB      | BB      | Totalt | Placering |
| ------------ | ---------- | ------- | ------- | ------- | ------- | ------ | --------- |
| Cheng Fei    | Fristående | 14.550  | i.u.    | i.u.    | i.u.    | 14.550 | 7         |
| Cheng Fei    | Hopp       | i.u.    | 15.852  | i.u.    | i.u.    | 15.852 | 3         |
| Cheng Fei    | Bom        | i.u.    | i.u.    | i.u.    | 15.950  | 15.950 | 3         |
| Jiang Yuyuan | Mångkamp   | 14.775  | 14.825  | 15.875  | 15.425  | 60.900 | 6         |
| Jiang Yuyuan | Fristående | 15.350  | i.u.    | i.u.    | i.u.    | 15.350 | 4         |
| He Kexin     | Barr       | i.u.    | i.u.    | 16.725  | i.u.    | 16.725 | 1         |
| Li Shanshan  | Bom        | i.u.    | i.u.    | i.u.    | 15.300  | 15.300 | 6         |
| Yang Yilin   | Mångkamp   | 15.000  | 15.175  | 16.725  | 15.750  | 62.650 | 3         |
| Yang Yilin   | Barr       | i.u.    | i.u.    | 16.650  | i.u.    | 16.650 | 3         |

### Rytmisk gymnastik
| Gymnast     | Gren         | Kval   | Kval     | Kval   | Kval   | Kval   | Kval      | Final            | Final            | Final            | Final            | Final            | Final            |
| Gymnast     | Gren         | Rep    | Tunnband | Käglor | Band   | Total  | Placering | Rep              | Tunnband         | Käglor           | Band             | Totalt           | Placering        |
| ----------- | ------------ | ------ | -------- | ------ | ------ | ------ | --------- | ---------------- | ---------------- | ---------------- | ---------------- | ---------------- | ---------------- |
| Li Hongyang | Individuellt | 16.675 | 16.425   | 16.375 | 16.475 | 65.950 | 13        | Gick inte vidare | Gick inte vidare | Gick inte vidare | Gick inte vidare | Gick inte vidare | Gick inte vidare |

| Gymnast                                                             | Gren  | Kval   | Kval                | Kval   | Kval      | Final  | Final               | Final  | Final     |
| Gymnast                                                             | Gren  | 5 rep  | 3 tunnband 2 käglor | Totalt | Placering | 5 rep  | 3 tunnband 2 käglor | Total  | Placering |
| ------------------------------------------------------------------- | ----- | ------ | ------------------- | ------ | --------- | ------ | ------------------- | ------ | --------- |
| Cai Tongtong Chou Tao Lü Yuanyang Sui Jianshuang Sun Dan Zhang Shuo | Trupp | 17.300 | 17.225              | 34.525 | 3 Q       | 17.575 | 17.650              | 35.225 | 2         |

### Trampolin
| Gymnast        | Gren   | Kval  | Kval      | Final            | Final            |
| Gymnast        | Gren   | Poäng | Placering | Poäng            | Placering        |
| -------------- | ------ | ----- | --------- | ---------------- | ---------------- |
| Dong Dong      | Herrar | 71.70 | 3 Q       | 40.60            | 3                |
| Lu Chunlong    | Herrar | 72.40 | 1 Q       | 41.00            | 1                |
| He Wenna       | Damer  | 67.20 | 1 Q       | 37.80            | 1                |
| Huang Shanshan | Damer  | 69.00 | 15        | Gick inte vidare | Gick inte vidare |

## Handboll
- Huvudartikel: Handboll vid olympiska sommarspelen 2008

Damer
Gruppspel
| Nr | Land      | SM | V | O | F | GM  | IM  | MS  | Poäng |
| -- | --------- | -- | - | - | - | --- | --- | --- | ----- |
| 1  | Norge     | 5  | 5 | 0 | 0 | 154 | 106 | +48 | 10    |
| 2  | Rumänien  | 5  | 4 | 0 | 1 | 150 | 114 | +38 | 8     |
| 3  | Kina      | 5  | 2 | 0 | 3 | 122 | 135 | -13 | 4     |
| 4  | Frankrike | 5  | 2 | 0 | 3 | 121 | 128 | -7  | 4     |
| 5  | Kazakstan | 5  | 1 | 1 | 3 | 109 | 137 | -28 | 3     |
| 6  | Angola    | 5  | 0 | 1 | 4 | 109 | 147 | -38 | 1     |

Slutspel
|  | Kvartsfinal | Kvartsfinal | Kvartsfinal |       |               | Semifinal | Semifinal | Semifinal |            |            | Final      | Final      | Final |
|  |             |             |             |       |               |           |           |           |            |            |            |            |       |
|  | A2          | Rumänien    | 30          |       |               |           |           |           |            |            |            |            |       |
|  | B3          | Ungern      | 34          |       |               |           |           |           |            |            |            |            |       |
|  | B3          | Ungern      | 34          |       | B3            | Ungern    | 20        |           |            |            |            |            |       |
|  |             |             |             |       | B3            | Ungern    | 20        |           |            |            |            |            |       |
|  |             | B1          | Ryssland    | 22    |               |           |           |           |            |            |            |            |       |
|  | B1          | B1          | Ryssland    | 22    | Ryssland(2ÖT) | 32        |           |           |            |            |            |            |       |
|  | B1          |             |             |       | Ryssland(2ÖT) | 32        |           |           |            |            |            |            |       |
|  | A4          | Frankrike   | 31          |       |               |           |           |           |            |            |            |            |       |
|  |             |             |             |       |               |           |           |           |            |            | B1         | Ryssland   | 27    |
|  |             |             | A1          | Norge | 34            |           |           |           |            |            |            |            |       |
|  | B2          | Sydkorea    | 31          |       |               |           |           |           |            |            |            |            |       |
|  | A3          | Kina        | 23          |       |               |           |           |           |            |            |            |            |       |
|  | A3          | Kina        | 23          |       | B2            | Sydkorea  | 28        |           | Bronsmatch | Bronsmatch | Bronsmatch | Bronsmatch |       |
|  |             |             |             |       | B2            | Sydkorea  | 28        |           | Bronsmatch | Bronsmatch | Bronsmatch | Bronsmatch |       |
|  |             | A1          | Norge       | 29    |               |           |           |           |            |            |            |            |       |
|  | A1          | A1          | Norge       | 29    | Norge         | 31        |           | B3        | Ungern     | 28         |            |            |       |
|  | A1          |             |             |       | Norge         | 31        |           | B3        | Ungern     | 28         |            |            |       |
|  | B4          | Sverige     | 24          |       |               |           |           |           |            |            | B2         | Sydkorea   | 33    |

Herrar
Gruppspel
| Nr | Land      | SM | V | O | F | GM  | IM  | MS  | Poäng |
| -- | --------- | -- | - | - | - | --- | --- | --- | ----- |
| 1  | Frankrike | 5  | 4 | 1 | 0 | 148 | 115 | +33 | 9     |
| 2  | Polen     | 5  | 3 | 1 | 1 | 147 | 128 | +19 | 7     |
| 3  | Kroatien  | 5  | 3 | 0 | 2 | 140 | 115 | +25 | 6     |
| 4  | Spanien   | 5  | 3 | 0 | 2 | 152 | 145 | +7  | 6     |
| 5  | Brasilien | 5  | 1 | 0 | 4 | 129 | 153 | -24 | 2     |
| 6  | Kina      | 5  | 0 | 0 | 5 | 104 | 164 | -60 | 0     |

## Judo
Herrar
| Idrottare     | Gren                     | Inledande omgång     | Sextondelsfinal               | Åttondelsfinal               | Kvartsfinal               | Semifinal            | Återkval 1           | Återkval 2                | Återkval 3           | Final / BM           | Final / BM       |
| Idrottare     | Gren                     | Motståndare Resultat | Motståndare Resultat          | Motståndare Resultat         | Motståndare Resultat      | Motståndare Resultat | Motståndare Resultat | Motståndare Resultat      | Motståndare Resultat | Motståndare Resultat | Placering        |
| ------------- | ------------------------ | -------------------- | ----------------------------- | ---------------------------- | ------------------------- | -------------------- | -------------------- | ------------------------- | -------------------- | -------------------- | ---------------- |
| Liu Renwang   | Extra lättvikt (-60 kg)  | BYE                  | Utarbayev (KAZ) W 0001–0000   | Kishmakov (RUS) L 0000–0100  | Gick inte vidare          | Gick inte vidare     | Gick inte vidare     | Gick inte vidare          | Gick inte vidare     | Gick inte vidare     | Gick inte vidare |
| Wu Ritubilige | Halv lättvikt (-66 kg)   | BYE                  | Ungvári (HUN) L 0001–0011     | Gick inte vidare             | Gick inte vidare          | Gick inte vidare     | Gick inte vidare     | Gick inte vidare          | Gick inte vidare     | Gick inte vidare     | Gick inte vidare |
| Si Rijigawa   | Lättvikt (-73 kg)        | i.u.                 | Leon (VEN) W 0001–0000        | Huysuz (TUR) W 0010–0001     | Boqijev (TJK) L 0001–1110 | Gick inte vidare     | BYE                  | Bilodid (UKR) L 0000–0001 | Gick inte vidare     | Gick inte vidare     | Gick inte vidare |
| Guo Lei       | Halv mellanvikt (-81 kg) | BYE                  | Vis (ARU) W 1100–0000         | Mrvaljević (MNE) L 0001–0111 | Gick inte vidare          | Gick inte vidare     | Gick inte vidare     | Gick inte vidare          | Gick inte vidare     | Gick inte vidare     | Gick inte vidare |
| He Yanzhu     | Mellanvikt (-90 kg)      | i.u.                 | Santos (BRA) L 0000–1000      | Gick inte vidare             | Gick inte vidare          | Gick inte vidare     | Gick inte vidare     | Gick inte vidare          | Gick inte vidare     | Gick inte vidare     | Gick inte vidare |
| Shao Ning     | Halv tungvikt (-100 kg)  | i.u.                 | Matyjaszek (POL) L 0000–1101  | Gick inte vidare             | Gick inte vidare          | Gick inte vidare     | Gick inte vidare     | Gick inte vidare          | Gick inte vidare     | Gick inte vidare     | Gick inte vidare |
| Pan Song      | Tungvikt (+100 kg)       | BYE                  | Dzhanagulov (KGZ) W 1001–0001 | Tmenov (RUS) L 0000–0200     | Gick inte vidare          | Gick inte vidare     | Gick inte vidare     | Gick inte vidare          | Gick inte vidare     | Gick inte vidare     | Gick inte vidare |

Damer
| Idrottare    | Gren                     | Sextondelsfinal                 | Åttondelsfinal                | Kvartsfinal                | Semifinal                     | Återkval 1                 | Återkval 2                 | Återkval 3           | Final / BM                     | Final / BM       |
| Idrottare    | Gren                     | Motståndare Resultat            | Motståndare Resultat          | Motståndare Resultat       | Motståndare Resultat          | Motståndare Resultat       | Motståndare Resultat       | Motståndare Resultat | Motståndare Resultat           | Placering        |
| ------------ | ------------------------ | ------------------------------- | ----------------------------- | -------------------------- | ----------------------------- | -------------------------- | -------------------------- | -------------------- | ------------------------------ | ---------------- |
| Wu Shugen    | Extra lättvikt (-48 kg)  | Tani (JPN) L 0000–0100          | Gick inte vidare              | Gick inte vidare           | Gick inte vidare              | Gick inte vidare           | Gick inte vidare           | Gick inte vidare     | Gick inte vidare               | Gick inte vidare |
| Xian Dongmei | Halv lättvikt (-52 kg)   | BYE                             | Carrascosa (ESP) W 1000–0000  | Monteiro (POR) W 1011–0010 | Haddad (ALG) W 1001–0000      | BYE                        | BYE                        | BYE                  | An K-A (PRK) W 0011–0001       | 1                |
| Xu Yan       | Lättvikt (-57 kg)        | Latrous (ALG) W 1001–0001       | Koivumäki (FIN) W 0020–0000   | Sato (JPN) W 0010–0002     | Gravenstijn (NED) L 0001–0100 | BYE                        | BYE                        | BYE                  | Harel (FRA) W 0011–0001        | 3                |
| Xu Yuhua     | Halv mellanvikt (-63 kg) | Kong J-Y (KOR) L 0100–0012      | Gick inte vidare              | Gick inte vidare           | Gick inte vidare              | Gick inte vidare           | Gick inte vidare           | Gick inte vidare     | Gick inte vidare               | Gick inte vidare |
| Wang Juan    | Mellanvikt (-70 kg)      | BYE                             | Ueno (JPN) L 0001–1011        | Gick inte vidare           | Gick inte vidare              | Park K-Y (KOR) W 0010–0000 | Mészáros (HUN) L 0000–1010 | Gick inte vidare     | Gick inte vidare               | Gick inte vidare |
| Yang Xiuli   | Halv tungvikt (-78 kg)   | Proskurakova (KGZ) W 1000–0000  | Lkhamdegd (MGL) W 1021–0000   | Levesque (CAN) W 1000–0000 | San Miguel (ESP) W 1031–0000  | BYE                        | BYE                        | BYE                  | Castillo (CUB) W 0000–0000 YUS | 1                |
| Tong Wen     | Tungvikt (+78 kg)        | Donguzashvili (RUS) W 1000–0000 | Prokof'yeva (UKR) W 1000–0000 | Kim N-Y (KOR) W 1001–0000  | Ortíz (CUB) W 0010–0000       | BYE                        | BYE                        | BYE                  | Tsukada (JPN) W 1001–0010      | 1                |

## Kanotsport
Slalom
| Ding Fuxue             | Herrarnas K-1 slalom | 87.47 | 15 | 140.92 | 21 | 228.39 | 21   | Gick inte vidare | Gick inte vidare | Gick inte vidare | Gick inte vidare | Gick inte vidare | Gick inte vidare |
| Feng Liming            | Herrarnas C-1 slalom | 91.44 | 9  | 90.55  | 12 | 181.99 | 11 Q | 94.64            | 11               | Gick inte vidare | Gick inte vidare | Gick inte vidare | Gick inte vidare |
| Hu Minghai Shu Junrong | Herrarnas C-2 slalom | 97.30 | 5  | 93.34  | 3  | 190.64 | 3 Q  | 164.08           | 10               | Gick inte vidare | Gick inte vidare | Gick inte vidare | Gick inte vidare |
| Li Jingjing            | Damernas K-1 slalom  | 94.30 | 3  | 93.26  | 4  | 187.56 | 2 Q  | 161.79           | 13               | Gick inte vidare | Gick inte vidare | Gick inte vidare | Gick inte vidare |

Sprint
| Kanotist                                       | Gren                 | Heat     | Heat      | Semifinal        | Semifinal        | Final            | Final            |
| Kanotist                                       | Gren                 | Tid      | Placering | Tid              | Placering        | Tid              | Placering        |
| ---------------------------------------------- | -------------------- | -------- | --------- | ---------------- | ---------------- | ---------------- | ---------------- |
| Li Qiang                                       | Herrarnas C-1 500 m  | 1:49.164 | 2 QS      | 1:52.887         | 3 Q              | 1:49.287         | 6                |
| Pan Yao                                        | Herrarnas K-1 500 m  | 1:44.757 | 6 QS      | 1:55.242         | 8                | Gick inte vidare | Gick inte vidare |
| Pan Yao                                        | Herrarnas K-1 1000 m | 3:40.774 | 5 QS      | 3:41.539         | 6                | Gick inte vidare | Gick inte vidare |
| Chen Zhongyun Zhang Zhiwu                      | Herrarnas C-2 1000 m | 3:41.658 | 4 QS      | 3:42.619         | 3 Q              | 3:40.593         | 5                |
| Huang Zhipeng Shen Jie                         | Herrarnas K-2 500 m  | 1:34.432 | 8         | Gick inte vidare | Gick inte vidare | Gick inte vidare | Gick inte vidare |
| Huang Zhipeng Shen Jie                         | Herrarnas K-2 1000 m | 3:26.443 | 5 QS      | 3:24.031         | 3 Q              | 3:22.058         | 8                |
| Meng Guanliang Yang Wenjun                     | Herrarnas C-2 500 m  | 1:41.218 | 1 QF      | BYE              | BYE              | 1:41.025         | 1                |
| Li Zhen Lin Miao Liu Haitao Zhou Peng          | Herrarnas K-4 1000 m | 2:59.271 | 4 QS      | 3:01.787         | 2 Q              | 3:00.078         | 7                |
| Zhong Hongyan                                  | Damernas K-1 500 m   | 1:49.440 | 2 QS      | 1:53.163         | 1 Q              | 1:52.220         | 5                |
| Wang Feng Xu Linbei                            | Damernas K-2 500 m   | 1:47.645 | 8         | Gick inte vidare | Gick inte vidare | Gick inte vidare | Gick inte vidare |
| Liang Peixing Xu Yaping Yu Lamei Zhong Hongyan | Damernas K-4 500 m   | 1:36.971 | 2 QF      | BYE              | BYE              | 1:37.418         | 9                |

## Konstsim
| Idrottare                                                                                            | Gren                | Teknisk rutin | Teknisk rutin | Fri rutin (inledande) | Fri rutin (inledande)  | Fri rutin (inledande) | Fri rutin (final) | Fri rutin (final)      | Fri rutin (final) |
| Idrottare                                                                                            | Gren                | Poäng         | Placering     | Poäng                 | Totalt (teknisk + fri) | Placering             | Placering         | Totalt (teknisk + fri) | Placering         |
| --- | ------------------- | ------------- | ------------- | --------------------- | ---------------------- | --------------------- | ----------------- | ---------------------- | ----------------- |
| Jiang Tingting Jiang Wenwen                                                                          | Damernas duett      | 48.084        | 4             | 48.500                | 96.584                 | 4 Q                   | 48.250            | 96.334                 | 4                 |
| Gu Beibei Huang Xuechen Jiang Tingting Jiang Wenwen Liu Ou Luo Xi Sun Qiuting Wang Na Zhang Xiaohuan | Damernas lagtävling | 48.584        | 3             | i.u.                  | i.u.                   | i.u.                  | 48.750            | 97.334                 | 3                 |

## Landhockey
Herrar
Coach: Kim Sang-Ryul
| 1. Sun Tianjun 2. Luo Fangming 3. De Yunze 4. Jiang Xishang 5. Song Yi (c) 6. Li Wei 7. Meng Xuguang 8. Liu Xiantang | 1. Meng Lizhi 2. Hu Liang 3. Meng Jun 4. Yu Yang 5. Na Yubo 6. Sun Rifeng (GK) 7. Tao Zhinan (GK) 8. Hu Huiren |

Reserver:
1. Lu Fenghui
2. Ao Changrong

Gruppspel
|             | Pld | W | D | L | GF | GA | GD | Pts |
| ----------- | --- | - | - | - | -- | -- | -- | --- |
| Spanien     | 5   | 4 | 0 | 1 | 9  | 5  | +4 | 12  |
| Tyskland    | 5   | 3 | 2 | 0 | 12 | 6  | +6 | 11  |
| Sydkorea    | 5   | 2 | 1 | 2 | 13 | 11 | +2 | 7   |
| Nya Zeeland | 5   | 2 | 1 | 2 | 10 | 9  | +1 | 7   |
| Belgien     | 5   | 1 | 1 | 3 | 9  | 13 | −4 | 4   |
| Kina        | 5   | 0 | 1 | 4 | 7  | 16 | −9 | 1   |

Damer
Coach: Kim Chang-Back
| 1. Ma Yibo (c) 2. Chen Zhaoxia 3. Cheng Hui 4. Huang Junxia 5. Fu Baorong 6. Li Shuang 7. Gao Lihua 8. Tang Chunling | 1. Zhou Wanfeng 2. Zhang Yimeng (GK) 3. Li Hongxia 4. Ren Ye 5. Chen Qiuqi 6. Zhao Yudiao 7. Song Qungling 8. Pan Fengzhen (GK) |

Reservef:
1. Sun Zhen
2. Li Aili

Gruppspel
|               | Pld | W | D | L | GF | GA | GD  | Pts |
| ------------- | --- | - | - | - | -- | -- | --- | --- |
| Nederländerna | 5   | 5 | 0 | 0 | 14 | 3  | +11 | 15  |
| Kina          | 5   | 3 | 1 | 1 | 14 | 4  | +10 | 10  |
| Australien    | 5   | 3 | 1 | 1 | 17 | 9  | +8  | 10  |
| Spanien       | 5   | 2 | 0 | 3 | 4  | 12 | −8  | 6   |
| Sydkorea      | 5   | 1 | 0 | 4 | 13 | 18 | −5  | 3   |
| Sydafrika     | 5   | 0 | 0 | 5 | 2  | 18 | −16 | 0   |

Slutspel
|  | Semifinaler     | Semifinaler     |   |                 | Final           | Final |  |
|  |                 |                 |   |                 |                 |       |  |
|  | 20 augusti 2008 |                 |   |                 |                 |       |  |
|  | Tyskland        | 2               |   |                 |                 |       |  |
|  | Kina            | 3               |   |                 |                 |       |  |
|  |                 |                 |   |                 |                 |       |  |
|  |                 |                 |   |                 | 22 augusti 2008 |       |  |
|  |                 |                 |   |                 | Kina            | 0     |  |
|  |                 | Nederländerna   | 2 |                 |                 |       |  |
|  |                 |                 |   |                 |                 |       |  |
|  |                 |                 |   |                 |                 |       |  |
|  |                 |                 |   |                 | Bronsmatch      |       |  |
|  | 20 augusti 2008 | 20 augusti 2008 |   | 22 augusti 2008 | 22 augusti 2008 |       |  |
|  | Nederländerna   | 5               |   | Tyskland        | 1               |       |  |
|  | Argentina       | 2               |   |                 | Argentina       | 3     |  |

## Modern femkamp
| Idrottare     | Gren   | Skytte (10 meter luftpistol) | Skytte (10 meter luftpistol) | Skytte (10 meter luftpistol) | Fäktning (värja) | Fäktning (värja) | Fäktning (värja) | Simning (200 m frisim) | Simning (200 m frisim) | Simning (200 m frisim) | Ridsport (hästhoppning) | Ridsport (hästhoppning) | Ridsport (hästhoppning) | Löpning (3000 m) | Löpning (3000 m) | Löpning (3000 m) | Totalpoäng | Slutresultat |
| Idrottare     | Gren   | Poäng                        | Placering                    | MF-poäng                     | Resultat         | Placering        | MF-poäng         | Tid                    | Placering              | MF-poäng               | Straff                  | Placering               | MF-poäng                | Tid              | Placering        | MF-poäng         | Totalpoäng | Slutresultat |
| ------------- | ------ | ---------------------------- | ---------------------------- | ---------------------------- | ---------------- | ---------------- | ---------------- | ---------------------- | ---------------------- | ---------------------- | ----------------------- | ----------------------- | ----------------------- | ---------------- | ---------------- | ---------------- | ---------- | ------------ |
| Cao Zhongrong | Herrar | 160                          | 36                           | 856                          | 21–14            | 5                | 904              | 2:01,53                | 4                      | 1344                   | 488                     | 29                      | 712                     | 9:57,67          | 29               | 1012             | 4828       | 31           |
| Qian Zhenhua  | Herrar | 189                          | 2                            | 1204                         | 26–9             | 1                | 1024             | 2:07,46                | 22                     | 1272                   | 168                     | 19                      | 1032                    | 10:04,40         | 34               | 984              | 5516       | 4            |
| Chen Qian     | Damer  | 177                          | 19                           | 1060                         | 20–15            | =11              | 880              | 2:18,58                | 15                     | 1260                   | 0                       | 3                       | 1200                    | 10:27,41         | 8                | 1212             | 5612       | 5            |
| Xiu Xiu       | Damer  | 183                          | 11                           | 1132                         | 19–16            | =14              | 856              | 2:17,17                | =13                    | 1276                   | 56                      | 12                      | 1144                    | 11:06,31         | 27               | 1056             | 5464       | 10           |

## Ridsport

### Dressyr
| Idrottare | Häst      | Gren                | Grand Prix | Grand Prix | Grand Prix Special | Grand Prix Special | Grand Prix Fristil | Grand Prix Fristil | Totalt           | Totalt           |
| Idrottare | Häst      | Gren                | Poäng      | Placering  | Poäng              | Placering          | Poäng              | Placering          | Poäng            | Placering        |
| --------- | --------- | ------------------- | ---------- | ---------- | ------------------ | ------------------ | ------------------ | ------------------ | ---------------- | ---------------- |
| Liu Lina  | Piroschka | Individuell dressyr | 60,625     | 43         | Gick inte vidare   | Gick inte vidare   | Gick inte vidare   | Gick inte vidare   | Gick inte vidare | Gick inte vidare |

### Fälttävlan
| Ryttare       | Häst  | Gren                   | Dressyr | Dressyr   | Terräng    | Terräng    | Terräng    | Hoppning         | Hoppning         | Hoppning         | Hoppning         | Hoppning         | Hoppning         | Totalt           | Totalt           |
| Ryttare       | Häst  | Gren                   | Dressyr | Dressyr   | Terräng    | Terräng    | Terräng    | Kval             | Kval             | Kval             | Final            | Final            | Final            | Totalt           | Totalt           |
| Ryttare       | Häst  | Gren                   | Straff  | Placering | Straff     | Totalt     | Placering  | Straff           | Totalt           | Placering        | Straff           | Totalt           | Placering        | Straff           | Placering        |
| ------------- | ----- | ---------------------- | ------- | --------- | ---------- | ---------- | ---------- | ---------------- | ---------------- | ---------------- | ---------------- | ---------------- | ---------------- | ---------------- | ---------------- |
| Alex Hua Tian | Chico | Individuell fälttävlan | 49.60   | 31        | Eliminerad | Eliminerad | Eliminerad | Gick inte vidare | Gick inte vidare | Gick inte vidare | Gick inte vidare | Gick inte vidare | Gick inte vidare | Gick inte vidare | Gick inte vidare |

### Hoppning
| Ryttare                                         | Häst                | Gren                  | Kval     | Kval      | Kval     | Kval     | Kval      | Kval             | Kval             | Kval             | Final            | Final            | Final            | Final            | Final            | Totalt           | Totalt           |
| Ryttare                                         | Häst                | Gren                  | Omgång 1 | Omgång 1  | Omgång 2 | Omgång 2 | Omgång 2  | Omgång 3         | Omgång 3         | Omgång 3         | Omgång A         | Omgång A         | Omgång B         | Omgång B         | Omgång B         | Totalt           | Totalt           |
| Ryttare                                         | Häst                | Gren                  | Straff   | Placering | Straff   | Totalt   | Placering | Straff           | Totalt           | Placering        | Straff           | Placering        | Straff           | Totalt           | Placering        | Straff           | Placering        |
| ----------------------------------------------- | ------------------- | --------------------- | -------- | --------- | -------- | -------- | --------- | ---------------- | ---------------- | ---------------- | ---------------- | ---------------- | ---------------- | ---------------- | ---------------- | ---------------- | ---------------- |
| Huang Zuping                                    | Pablo II            | Individuell hoppning  | 10       | 56        | 36       | 46       | 66        | Gick inte vidare | Gick inte vidare | Gick inte vidare | Gick inte vidare | Gick inte vidare | Gick inte vidare | Gick inte vidare | Gick inte vidare | Gick inte vidare | Gick inte vidare |
| Li Zhenqiang                                    | Jumpy Des Fontaines | Individuell hoppning  | 9        | 52        | 39       | 48       | 67        | Gick inte vidare | Gick inte vidare | Gick inte vidare | Gick inte vidare | Gick inte vidare | Gick inte vidare | Gick inte vidare | Gick inte vidare | Gick inte vidare | Gick inte vidare |
| Zhang Bin                                       | Coertis             | Individuell hoppning  | 30       | 74        | 31       | 61       | 69        | Gick inte vidare | Gick inte vidare | Gick inte vidare | Gick inte vidare | Gick inte vidare | Gick inte vidare | Gick inte vidare | Gick inte vidare | Gick inte vidare | Gick inte vidare |
| Zhao Zhiwen                                     | Tadonia             | Individuell hoppning  | 17       | 69        | 32       | 49       | 68        | Gick inte vidare | Gick inte vidare | Gick inte vidare | Gick inte vidare | Gick inte vidare | Gick inte vidare | Gick inte vidare | Gick inte vidare | Gick inte vidare | Gick inte vidare |
| Huang Zuping Li Zhenqiang Zhang Bin Zhao Zhiwen | Se ovan             | Lagtävling i hoppning | i.u.     | i.u.      | i.u.     | i.u.     | i.u.      | i.u.             | i.u.             | i.u.             | 99               | 16               | Gick inte vidare | Gick inte vidare | Gick inte vidare | 99               | 15               |

## Rodd
Herrar
| Idrottare | Gren                        | Heat         | Heat         | Återkval     | Återkval     | Kvartsfinal      | Kvartsfinal      | Semifinal        | Semifinal        | Final            | Final            | Final |
| Idrottare | Gren                        | Tid          | Placering    | Tid          | Placering    | Tid              | Placering        | Tid              | Placering        | Tid              | Placering        |       |
| --- | --------------------------- | ------------ | ------------ | ------------ | ------------ | ---------------- | ---------------- | ---------------- | ---------------- | ---------------- | ---------------- | ----- |
| Zhang Liang | Singelsculler               | DNS          | DNS          | i.u.         | i.u.         | Gick inte vidare | Gick inte vidare | Gick inte vidare | Gick inte vidare | Gick inte vidare | Gick inte vidare |       |
| Su Hui Zhang Liang | Dubbelsculler               | Exkluderades | Exkluderades | Exkluderades | Exkluderades | i.u.             | i.u.             | Gick inte vidare | Gick inte vidare | Gick inte vidare | Gick inte vidare |       |
| Sun Jie Zhang Guolin                                                                                                   | Lättvikts-dubbelsculler     | 6:17,62      | 2 SA/B       | BYE          | BYE          | i.u.             | i.u.             | 6:29,29          | 3 FA             | 6:16,69          | 5                |       |
| Guo Kang Song Kai Zhang Xingbo Zhao Linquan                                                                            | Fyra utan styrman           | 6:09,64      | 4 R          | 6:02,37      | 4            | i.u.             | i.u.             | Gick inte vidare | Gick inte vidare | Gick inte vidare | Gick inte vidare |       |
| Huang Zhongming Tian Jun Wu Chongkui Zhang Lin                                                                         | Lättvikts-fyra utan styrman | 5:51,30      | 1 SA/B       | BYE          | BYE          | i.u.             | i.u.             | 6:12,55          | 5 FB             | 6:04,48          | 8                |       |
| Liu Zhen Qu Xiaoming Wang Jingfeng Wang Xiangdang Zhang Dechang Zhang Shunyin Zhang Yongqiang Zheng Chuanqi Zhou Yinan | Åtta med styrman            | 5:35,09      | 3 R          | 5:42,97      | 5 FA         | i.u.             | i.u.             | i.u.             | i.u.             | 5:34,59          | 7                |       |

Damer
| Idrottare                                  | Gren                    | Heat    | Heat      | Återkval | Återkval  | Kvartsfinal | Kvartsfinal | Semifinal | Semifinal | Final   | Final     | Final |
| Idrottare                                  | Gren                    | Tid     | Placering | Tid      | Placering | Tid         | Placering   | Tid       | Placering | Tid     | Placering |       |
| ------------------------------------------ | ----------------------- | ------- | --------- | -------- | --------- | ----------- | ----------- | --------- | --------- | ------- | --------- | ----- |
| Zhang Xiuyun                               | Singelsculler           | 7:38,16 | 1 QF      | i.u.     | i.u.      | 7:23,30     | 2 SA/B      | 7:31,33   | 1 FA      | 7:25,48 | 4         |       |
| Wu You Gao Yulan                           | Tvåa utan styrman       | 7:32,50 | 3 R       | 7:23,71  | 1 FA      | i.u.        | i.u.        | i.u.      | i.u.      | 7:22,28 | 2         |       |
| Li Qin Tian Liang                          | Dubbelsculler           | 7:03,13 | 1 FA      | BYE      | BYE       | i.u.        | i.u.        | i.u.      | i.u.      | 7:15,85 | 4         |       |
| Xu Dongxiang Yu Hua                        | Lättvikts-dubbelsculler | 6:57,58 | 1 SA/B    | BYE      | BYE       | i.u.        | i.u.        | 7:11,59   | 2 FA      | 7:01,90 | 5         |       |
| Jin Ziwei Tang Bin Xi Aihua Zhang Yangyang | Scullerfyra             | 6:11,83 | 1 SA/B    | BYE      | BYE       | i.u.        | i.u.        | i.u.      | i.u.      | 6:16,06 | 1         |       |

## Segling
Herrar
| Seglare                  | Gren    | Lopp | Lopp | Lopp | Lopp | Lopp | Lopp | Lopp | Lopp | Lopp | Lopp | Lopp | Summerad poäng | Finalplacering |
| Seglare                  | Gren    | 1    | 2    | 3    | 4    | 5    | 6    | 7    | 8    | 9    | 10   | M*   | Summerad poäng | Finalplacering |
| ------------------------ | ------- | ---- | ---- | ---- | ---- | ---- | ---- | ---- | ---- | ---- | ---- | ---- | -------------- | -------------- |
| Wang Aichen              | RS:X    | 2    | 8    | 9    | 16   | 2    | 14   | 22   | 14   | 19   | 1    | 10   | 95             | 7              |
| Shen Sheng               | Laser   | 40   | 35   | 6    | 4    | 37   | 14   | 10   | 28   | 25   | CAN  | EL   | 159            | 20             |
| Deng Daokun Wang Weidong | 470     | 12   | DSQ  | 23   | 16   | 21   | 26   | OCS  | 22   | 8    | 28   | EL   | 186            | 26             |
| Li Hongquan Wang He      | Starbåt | 16   | 16   | 16   | 14   | 16   | 16   | 15   | 15   | 16   | 16   | EL   | 140            | 16             |

M = Medaljlopp; EL = Eliminerad – gick inte vidare till medaljloppet;
Damer
| Seglare                         | Gren         | Lopp | Lopp | Lopp | Lopp | Lopp | Lopp | Lopp | Lopp | Lopp | Lopp | Lopp | Summerad poäng | Finalplacering |
| Seglare                         | Gren         | 1    | 2    | 3    | 4    | 5    | 6    | 7    | 8    | 9    | 10   | M*   | Summerad poäng | Finalplacering |
| ------------------------------- | ------------ | ---- | ---- | ---- | ---- | ---- | ---- | ---- | ---- | ---- | ---- | ---- | -------------- | -------------- |
| Yin Jian                        | RS:X         | 1    | 1    | 1    | 3    | 3    | 13   | 7    | 8    | 8    | 1    | 6    | 39             | 1              |
| Xu Lijia                        | Laser radial | 24   | 3    | 10   | 6    | 5    | 2    | 1    | 16   | 6    | CAN  | 6    | 50             | 3              |
| Wen Yimei Yu Chunyan            | 470          | 5    | 10   | 19   | 17   | 16   | 14   | OCS  | 12   | 16   | 10   | EL   | 119            | 18             |
| Li Xiaoni Song Xiaoqun Yu Yanli | Yngling      | 7    | 5    | DSQ  | 4    | 13   | 6    | 8    | 4    | CAN  | CAN  | 8    | 65             | 9              |

M = Medaljlopp; EL = Eliminerad – gick inte vidare till medaljloppet;
Öppen
| Seglare               | Gren      | Lopp | Lopp | Lopp | Lopp | Lopp | Lopp | Lopp | Lopp | Lopp | Lopp | Lopp | Lopp | Lopp | Lopp | Lopp | Lopp | Summerad poäng | Finalplacering |
| Seglare               | Gren      | 1    | 2    | 3    | 4    | 5    | 6    | 7    | 8    | 9    | 10   | 11   | 12   | 13   | 14   | 15   | M*   | Summerad poäng | Finalplacering |
| --------------------- | --------- | ---- | ---- | ---- | ---- | ---- | ---- | ---- | ---- | ---- | ---- | ---- | ---- | ---- | ---- | ---- | ---- | -------------- | -------------- |
| Zhang Peng            | Finnjolle | 25   | 23   | 24   | 20   | 5    | 26   | 23   | 11   | CAN  | CAN  | i.u. | i.u. | i.u. | i.u. | i.u. | EL   | 131            | 24             |
| Hu Xianqiang Li Fei   | 49er      | 18   | 19   | 19   | 19   | 16   | 17   | 15   | 17   | 15   | 14   | 18   | 9    | CAN  | CAN  | CAN  | EL   | 176            | 19             |
| Chen Xiuke Luo Youjia | Tornado   | 9    | 14   | OCS  | DNF  | 13   | 5    | 14   | 13   | 12   | 14   | i.u. | i.u. | i.u. | i.u. | i.u. | EL   | 102            | 14             |

M = Medaljlopp; EL = Eliminerad – gick inte vidare till medaljloppet;

## Simning
- Huvudartikel: Simning vid olympiska sommarspelen 2008

## Simhopp
Herrar
| Idrottare         | Gren             | Kval   | Kval      | Semifinal | Semifinal | Final  | Final     |
| Idrottare         | Gren             | Poäng  | Placering | Poäng     | Placering | Poäng  | Placering |
| ----------------- | ---------------- | ------ | --------- | --------- | --------- | ------ | --------- |
| He Chong          | 3 m              | 515,50 | 1 Q       | 547,25    | 1 Q       | 572,90 | 1         |
| Qin Kai           | 3 m              | 502,95 | 2 Q       | 508,50    | 2 Q       | 530,10 | 3         |
| Huo Liang         | 10 m             | 472,95 | 8 Q       | 549,95    | 1 Q       | 508,40 | 4         |
| Zhou Lüxin        | 10 m             | 539,80 | 1 Q       | 526,20    | 3 Q       | 533,15 | 2         |
| Qin Kai Wang Feng | 3 m parhoppning  | i.u.   | i.u.      | i.u.      | i.u.      | 469,08 | 1         |
| Huo Liang Lin Yue | 10 m parhoppning | i.u.   | i.u.      | i.u.      | i.u.      | 468,18 | 1         |

Damer
| Idrottare              | Gren             | Kval   | Kval      | Semifinal | Semifinal | Final  | Final     |
| Idrottare              | Gren             | Poäng  | Placering | Poäng     | Placering | Poäng  | Placering |
| ---------------------- | ---------------- | ------ | --------- | --------- | --------- | ------ | --------- |
| Guo Jingjing           | 3 m              | 373,90 | 1 Q       | 398,55    | 1 Q       | 415,35 | 1         |
| Wu Minxia              | 3 m              | 349,45 | 4 Q       | 345,30    | 3 Q       | 389,85 | 3         |
| Chen Ruolin            | 10 m             | 428,80 | 1 Q       | 444,60    | 1 Q       | 447,70 | 1         |
| Wang Xin               | 10 m             | 420,30 | 3 Q       | 388,55    | 3 Q       | 429,90 | 3         |
| Guo Jingjing Wu Minxia | 3 m parhoppning  | i.u.   | i.u.      | i.u.      | i.u.      | 343,50 | 1         |
| Chen Ruolin Wang Xin   | 10 m parhoppning | i.u.   | i.u.      | i.u.      | i.u.      | 363,54 | 1         |

## Skytte
- Huvudartikel: Skytte vid olympiska sommarspelen 2008

## Softboll
De bästa fyra lagen gick vidare till semifinalen.
Alla tider är kinesisk tid (UTC+8)
| Lag              | Vinster | Förluster | RS | RA | WIN%  | GB | Tiebreaker      |
| ---------------- | ------- | --------- | -- | -- | ----- | -- | --------------- |
| USA              | 7       | 0         | 53 | 1  | 1,000 | -  | -               |
| Japan            | 6       | 1         | 23 | 13 | ,857  | 1  | -               |
| Australien       | 5       | 2         | 30 | 11 | ,714  | 2  | -               |
| Kanada           | 3       | 4         | 17 | 23 | ,429  | 4  | -               |
| Kinesiska Taipei | 2       | 5         | 10 | 23 | ,286  | 5  | 2-0 mot CHN/VEN |
| Kina             | 2       | 5         | 19 | 21 | ,286  | 5  | 1-1 mot TPE/VEN |
| Venezuela        | 2       | 5         | 15 | 35 | ,286  | 5  | 0-2 mot CHN/TPE |
| Nederländerna    | 1       | 6         | 8  | 48 | ,143  | 6  | -               |

## Taekwondo
| Idrottare  | Gren             | Åttondelsfinaler     | Kvartsfinaler          | Semifinaer           | Återkval             | Bronsmatch           | Final                   | Final            |
| Idrottare  | Gren             | Motståndare Resultat | Motståndare Resultat   | Motståndare Resultat | Motståndare Resultat | Motståndare Resultat | Motståndare Resultat    | Placering        |
| ---------- | ---------------- | -------------------- | ---------------------- | -------------------- | -------------------- | -------------------- | ----------------------- | ---------------- |
| Zhu Guo    | Herrarnas −80 kg | Ferrera (HON) W 3–1  | Saei (IRI) L 2–3       | Gick inte vidare     | Bista (NEP) W 6–2    | Cook (GBR) W 4–1     | Gick inte vidare        | 3                |
| Xiaobo     | Herrarnas +80 kg | Beach (NZL) W 4–1    | Matos (CUB) L 1–2      | Gick inte vidare     | Gick inte vidare     | Gick inte vidare     | Gick inte vidare        | Gick inte vidare |
| Wu Jingyu  | Damernas −49 kg  | Alango (KEN) W 7–0   | Zajc (SWE) W 8–1       | Yang S-C (TPE) W 4–1 | Bye                  | Bye                  | Puedpong (THA) W 1–(–1) | 1                |
| Chen Zhong | Damernas +67 kg  | Carmona (VEN) W 3–1  | Stevenson (GBR) L 1–2* | Gick inte vidare     | Gick inte vidare     | Gick inte vidare     | Gick inte vidare        | Gick inte vidare |

## Tennis
Herrar
| Spelare                  | Gren       | Omgång 1                    | Omgång 2                                 | Åttondelsfinaler  | Kvartsfinaler     | Semifinaler       | Final / BM        | Final / BM       |
| Spelare                  | Gren       | Motståndare Poäng           | Motståndare Poäng                        | Motståndare Poäng | Motståndare Poäng | Motståndare Poäng | Motståndare Poäng | Placering        |
| ------------------------ | ---------- | --------------------------- | ---------------------------------------- | ----------------- | ----------------- | ----------------- | ----------------- | ---------------- |
| Sun Peng                 | Herrsingel | González (CHI) L 4–6, 4–6   | Gick inte vidare                         | Gick inte vidare  | Gick inte vidare  | Gick inte vidare  | Gick inte vidare  | Gick inte vidare |
| Yu Xinyuan               | Herrsingel | Berdych (CZE) L 1–6, 2–6    | Gick inte vidare                         | Gick inte vidare  | Gick inte vidare  | Gick inte vidare  | Gick inte vidare  | Gick inte vidare |
| Zeng Shaoxuan            | Herrsingel | Nalbandian (ARG) L 2–6, 1–6 | Gick inte vidare                         | Gick inte vidare  | Gick inte vidare  | Gick inte vidare  | Gick inte vidare  | Gick inte vidare |
| Yu Xinyuan Zeng Shaoxuan | Herrdubbel | i.u.                        | Fyrstenberg / Matkowski (POL) L 3–6, 4–6 | Gick inte vidare  | Gick inte vidare  | Gick inte vidare  | Gick inte vidare  | Gick inte vidare |

Damer
| Spelare                 | Gren      | Omgång 1                             | Omgång 2                                        | Åttondelsfinaler                           | Kvartsfinaler                              | Semifinaler                                            | Final / BM                                   | Final / BM       |
| Spelare                 | Gren      | Motståndare Poäng                    | Motståndare Poäng                               | Motståndare Poäng                          | Motståndare Poäng                          | Motståndare Poäng                                      | Motståndare Poäng                            | Placering        |
| ----------------------- | --------- | ------------------------------------ | ----------------------------------------------- | ------------------------------------------ | ------------------------------------------ | ------------------------------------------------------ | -------------------------------------------- | ---------------- |
| Li Na                   | Damsingel | Kuznetsova (RUS) W 7–6(7–5), 6–4     | Morita (JPN) W 6–2, 7–5                         | Kanepi (EST) W 4–6, 6–2, 6–0               | V Williams (USA) W 7–5, 7–5                | Safina (RUS) L 6–7(3–7), 5–7                           | Zvonareva (RUS) L 0–6, 5–7                   | 4                |
| Peng Shuai              | Damsingel | Suárez Navarro (ESP) W 7–5, 7–6(7–2) | Cornet (FRA) L 2–6, 2–6                         | Gick inte vidare                           | Gick inte vidare                           | Gick inte vidare                                       | Gick inte vidare                             | Gick inte vidare |
| Yan Zi                  | Damsingel | Zvonareva (RUS) L 2–6, 0–6           | Gick inte vidare                                | Gick inte vidare                           | Gick inte vidare                           | Gick inte vidare                                       | Gick inte vidare                             | Gick inte vidare |
| Zheng Jie               | Damsingel | Szávay (HUN) W 4–6, 6–3, 7–5         | Llagostera Vives (ESP) W 6–7(7–9), 6–1, 6–4     | Safina (RUS) L 4–6, 3–6                    | Gick inte vidare                           | Gick inte vidare                                       | Gick inte vidare                             | Gick inte vidare |
| Peng Shuai Sun Tiantian | Damdubbel | i.u.                                 | Govortsova / Kustova (BLR) L 6–7(1–7), 6–7(3–7) | Gick inte vidare                           | Gick inte vidare                           | Gick inte vidare                                       | Gick inte vidare                             | Gick inte vidare |
| Yan Zi Zheng Jie        | Damdubbel | i.u.                                 | Hantuchová / Husárová (SVK) W 6–1, 7–6(11–9)    | Gagliardi / Schnyder (SUI) W 6–3, 7–6(7–2) | Kuznetsova / Safina (RUS) W 6–3, 7–5, 10–8 | Medina Garrigues / Ruano Pascual (ESP) L 4–6, 6–7(5–7) | A Bondarenko / K Bondarenko (UKR) W 6–2, 6–2 | 3                |

## Triathlon
| Triathlet   | Gren                | Simning (1,5 km) | Trans 1 | Cykling (40 km) | Trans 2 | Löpning (10 km) | Total tid  | Placering |
| ----------- | ------------------- | ---------------- | ------- | --------------- | ------- | --------------- | ---------- | --------- |
| Wang Daqing | Herrarnas triathlon | 18:06            | 0:30    | 59:15           | 0:33    | 37:17           | 1:55:41,87 | 46        |
| Xing Lin    | Damernas triathlon  | 20:03            | 0:28    | 1:06:22         | 0:36    | 40:05           | 2:07:34,99 | 40        |
| Zhang Yi    | Damernas triathlon  | 19:58            | 0:31    | 1:07:10         | 0:37    | 40:21           | 2:08:37,56 | 42        |

## Tyngdlyftning
- Huvudartikel: Tyngdlyftning vid olympiska sommarspelen 2008

## Vattenpolo
- Huvudartikel: Vattenpolo vid olympiska sommarspelen 2008

## Volleyboll
- Huvudartikel: Volleyboll vid olympiska sommarspelen 2008